# Ferme du Douaire
La ferme du Douaire (ou cense du Douaire)  est une ancienne ferme brabançonne située à Ottignies, section de la ville belge d'Ottignies-Louvain-la-Neuve, en Brabant wallon.
Entièrement rénovée par la commune en 1989 et transformée en espace culturel et récréatif,, elle abrite une bibliothèque publique, une ludothèque, une salle de spectacle, le cercle d'histoire local « Chago » ainsi que la direction et l'administration du centre culturel d'Ottignies-Louvain-la-Neuve.

## Localisation
La ferme du Douaire est située à Ottignies, au no 2 de l'avenue des Combattants, presque en face du Centre culturel d'Ottignies-Louvain-la-Neuve, à quelques centaines de mètres du château d'Ottignies et de l'église Saint-Rémi, à l'entrée du centre commercial du Douaire.

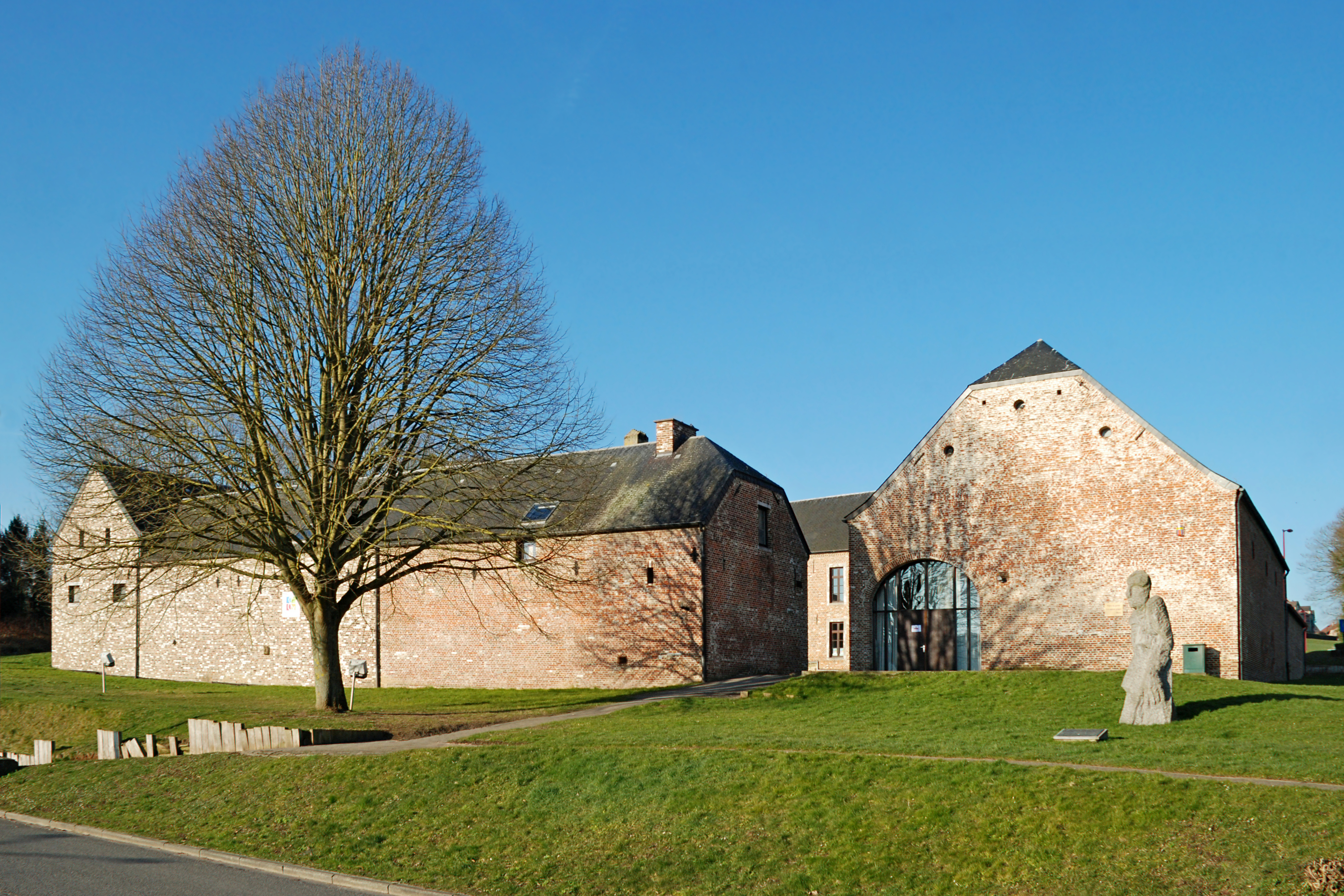
La ferme vue de l'est.

## Étymologie
Le mot « douaire » (du latin médiéval dotarium, dérivé du latin classique dos, dotis) signifie soit « le patrimoine assuré par le mari à sa femme en cas de survie », soit « une dotation de l'épouse à l'époux survivant », soit « la terre dont le revenu va au curé ».
Il est attesté sous les formes Dowaire en 1529, Douwaire en 1666 et Douwair en 1710.

## Historique

### Origines
La ferme du Douaire est vraisemblablement une ancienne gentilhommière qui dépendait de la seigneurie de Limelette et appartint successivement à Pierre de Limelette (XVe siècle), puis aux familles d'Ursel (XVIe siècle), de Nobili (XVIIe siècle), d'Udekem (XVIIe au XIXe siècle), de Zangré (XIXe siècle) et Orban de Xivry (XIXe et XXe siècles),,,.
La ferme est déjà citée en 1455 mais les premiers bâtiments en torchis datent de 1529. Elle est citée en 1529 comme « Maison et tenure du Douaire », qui appartenait aux seigneurs de Limelette.
Des bâtiments en dur sont construits vers 1640 et la grange est édifiée en 1786. En 1640, on parle de la « Maison du Douaire », à l'époque où Antoine de Nobili agrandit la propriété,
Les bâtiments de la ferme sont ceux d'une ferme typiquement brabançonne des XVIIe et XVIIIe siècles :
- l'aile la plus ancienne est l'aile ouest, qui date du XVIIe siècle et comprend le « quartier de maître » (ou « maître-logis »), le logis du fermier, la laiterie et la buanderie;
- au XVIIIe siècle furent édifiées la grange (au nord) ainsi que l'aile est comprenant les écuries et l'étable;
- enfin, au XIXe siècle, vinrent s'ajouter, d'un côté, l'aile sud constituée d'étables et, de l'autre, un poulailler, une porcherie et des remises[7].

La période d'édification du corps de logis est attestée par trois millésimes visibles dans le maître-logis et le logis du fermier :
- le millésime de 1628[1] gravé sur la troisième marche de l'escalier donnant accès au « quartier de maître » (ce millésime indique probablement la date d'une restauration, d'un agrandissement ou de l'aménagement comme exploitation agricole[4]) ;
- le millésime de 1635 gravé sur le linteau de la porte d'accès à la cave[1],[9] ;
- le millésime de 1658 gravé sur une poutre située dans le logis du fermier[9].

Selon Okgni, la Revue du cercle d'histoire, d'archéologie et de généalogie d'Ottignies-Louvain-la-Neuve, la date de 1628 « ne peut en aucun cas être prise en considération pour dater le bâtiment » car elle est gravée sur un escalier de pierre de remploi. Pour cette revue, « La date de 1658 (…) pourrait être celle de cette première construction ».

Millésimes
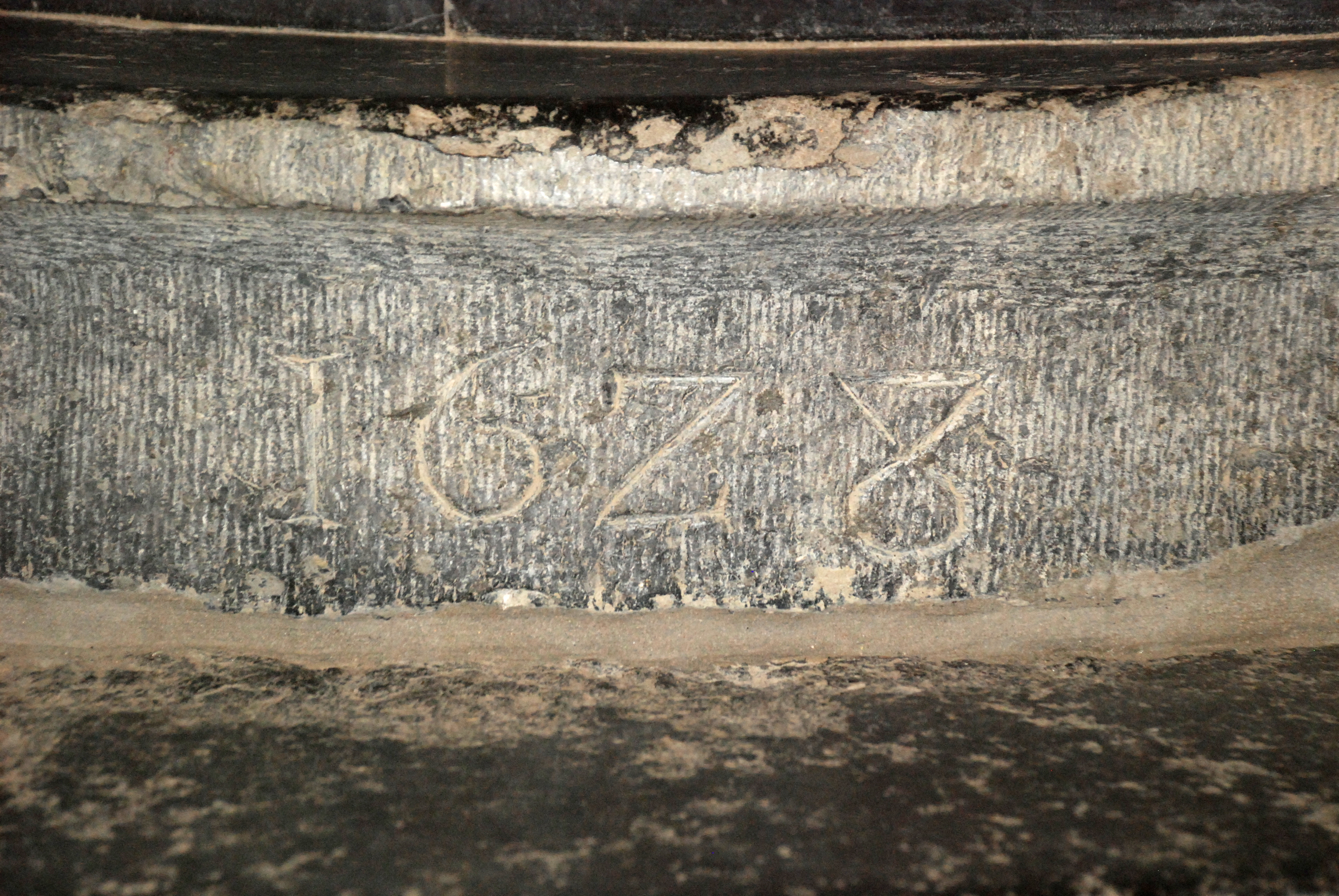
Le millésime « 1628 ».
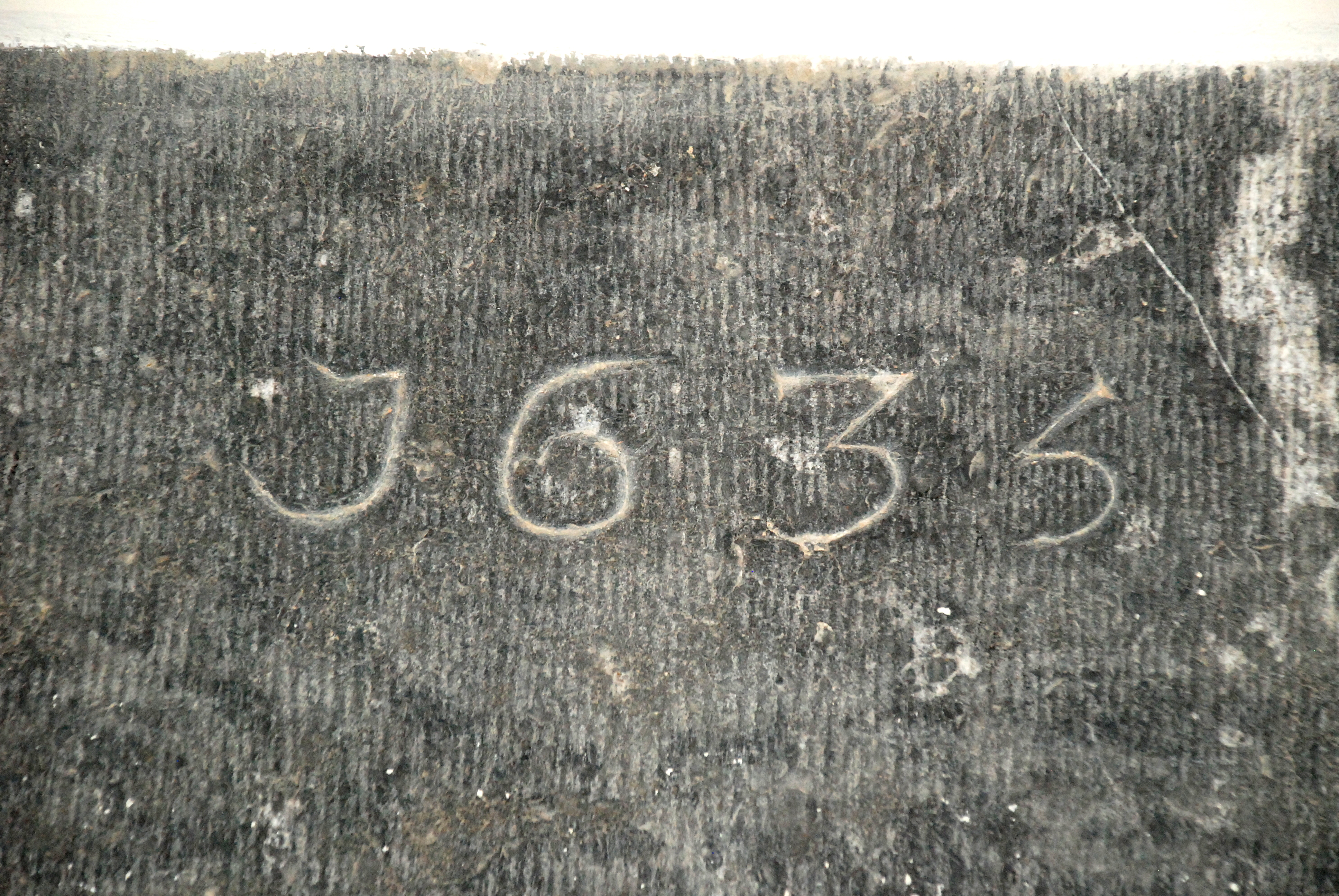
Le millésime « 1635 ».
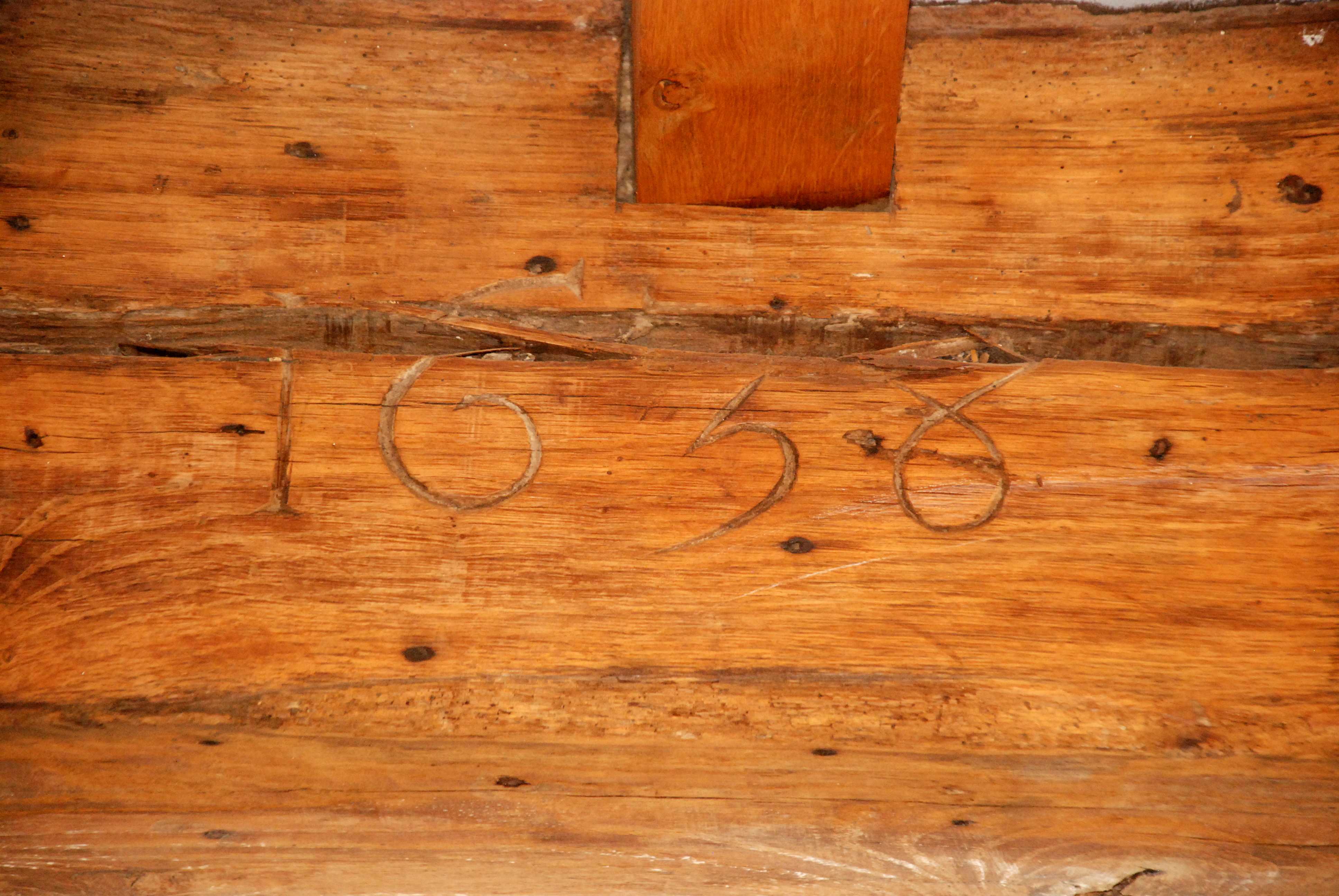
Le millésime « 1658 ».

### Abandon et réaffectation
La famille Orban ayant décidé de vendre la propriété, le dernier fermier quitte la ferme en 1962.
Celle-ci est laissée à l'abandon jusqu'en 1971 avant d'être rachetée en 1972 par la ville d'Ottignies-Louvain-la-Neuve.
Elle connaît différentes affectations depuis 1974, notamment une tannerie et un bureau de police.
Après son classement comme monument en 1984, la ferme est restaurée par la Commune en 1989,, sous la direction de Raymond Lemaire et transformée en un espace culturel et récréatif comprenant :
- une bibliothèque publique (dans le maître-logis, le logis du fermier et une partie des étables de l'aile sud) ;
- une salle de spectacle (dans l'ancienne grange) ;
- une ludothèque (dans les écuries et l'étable de l'aile est - à partir de 1994) ;
- un club de pétanque (dans une partie des étables de l'aile sud - jusqu'en 2017) ;
- la direction et l'administration du centre culturel d'Ottignies-Louvain-la-Neuve (dans l'aile nord, à côté de la grange)[12].

Lors de ces transformations, le poulailler est détruit pour ménager un passage de la cour vers le centre commercial du Douaire, à l'est.
En 2016, le club de pétanque quitte la ferme pour s'établir dans de nouvelles installations à Louvain-la-Neuve. En août 2018, la bibliothèque déménage vers les étables de l'aile sud pour laisser le maître-logis et le logis du fermier, à l'exception d'une des salles du maître-logis, au cercle d'histoire local « CHAGO » (cercle d'histoire, d'archéologie et de généalogie d'Ottignies-Louvain-la-Neuve) qui était établi précédemment dans l'ancienne cure d'Ottignies,.

### Classement
La ferme (façades, toitures et cave) fait l'objet d'un classement comme monument et les terrains environnants comme site depuis le 31 août 1984, sous la référence 25121-CLT-0014-01.
Elle figure à l'Inventaire du patrimoine immobilier culturel de la Wallonie sous la référence 25121-INV-0032-02.

## Architecture

### Structure
La ferme présente un plan en carré comprenant :
- le « maître-logis » et le logis du fermier, à l'ouest ;
- une grange, au nord ;
- des écuries et des étables, à l'est  ;
- des étables au sud.

De par sa restauration et la construction du centre commercial qui porte son nom, la ferme a perdu son environnement de prairies humides.

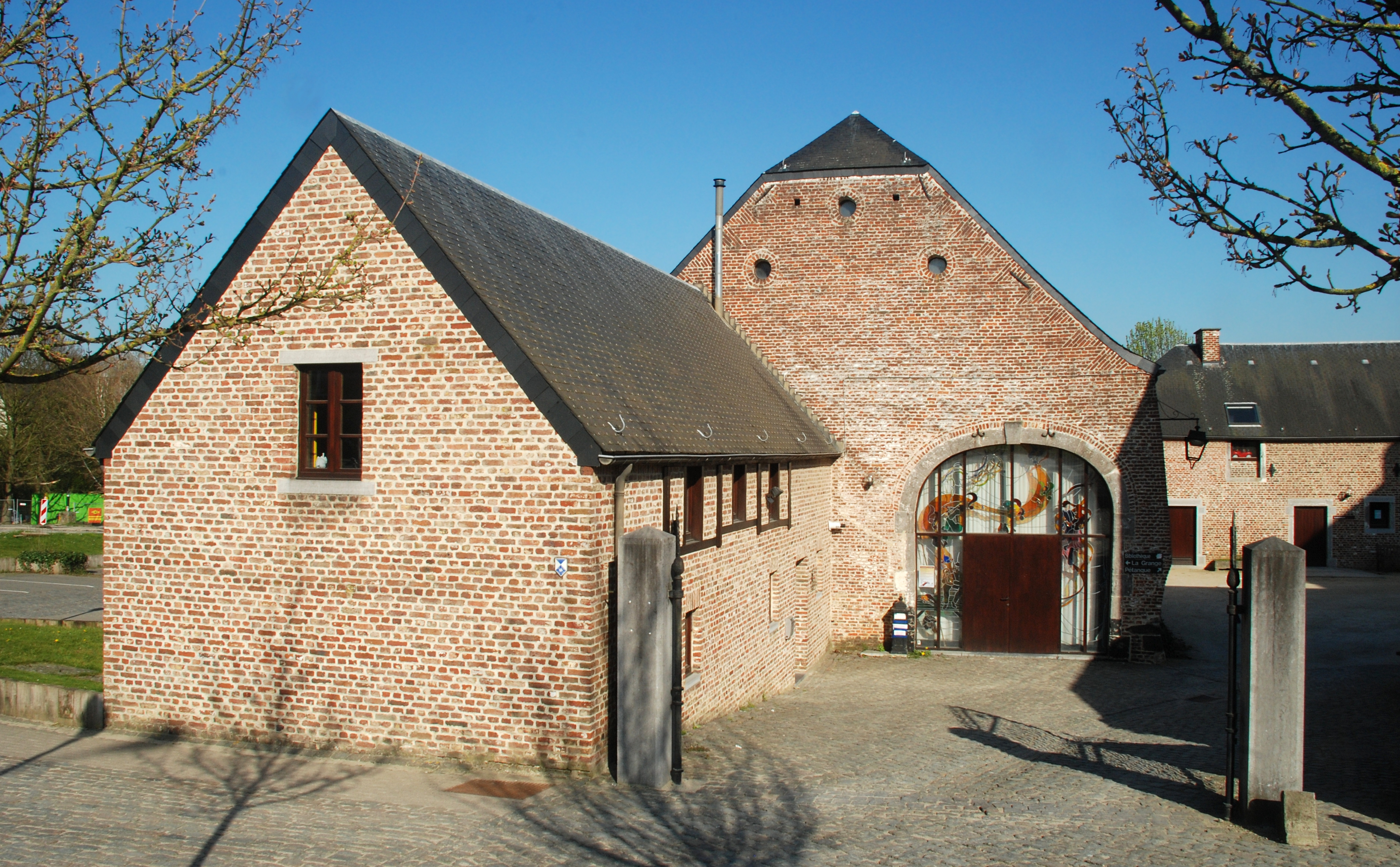
L'entrée de la ferme et la grange transformée en salle de spectacle.
Le maître-logis.
Le logis du fermier, le maître-logis et les remises.
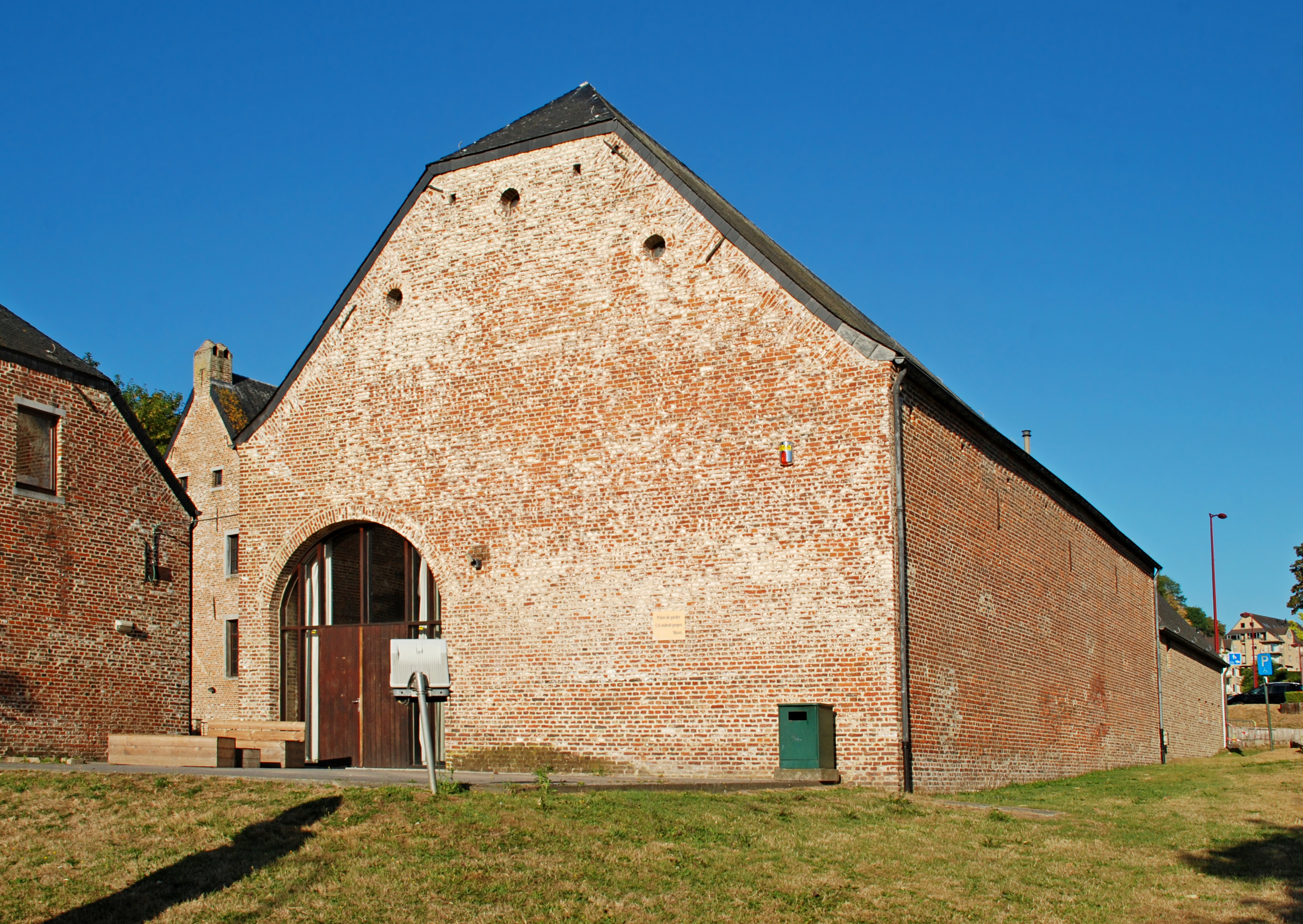
La grange vue de l'est.

### Maçonneries et toitures
Couverte d'ardoises de couleur noire, la ferme est édifiée en briques rouges et en pierre bleue, avec un chaînage d'angle en grès ferrugineux à l'angle d'une des remises bâties au XIXe siècle. 
La plupart des bâtiments sont couverts d'une toiture en bâtière, sauf la grange qui est couverte d'une bâtière à croupettes et du maître-logis qui est couvert d'une bâtière à croupe unique.

### Le « maître-logis » et le logis du fermier
La cour de la ferme est fermée à l'ouest par le « maître-logis » et le logis du fermier. 
Le « maître-logis », plus haut que le logis du fermier, présente un plan carré et est couvert d'une bâtière à croupe unique. Il abritait à l'origine une grande salle de réception au rez-de-chaussée. L'édifice présente vers la cour intérieure une façade régulière de deux travées percées au premier niveau (surélevé par rapport au rez-de-chaussée des autres bâtiments de la ferme) de deux hautes fenêtres rectangulaires à encadrement de pierre bleue (petit granit), surmontées à l'étage de fenêtres rectangulaires un peu plus petites. Cette façade se termine par un pignon à épis percé de petites fenêtres carrées à appui de fenêtre et linteau de pierre bleue agrémenté de deux ancres de façade en forme de crochet et d'une ancre en Y sur la cheminée qui termine le pignon. La façade occidentale du maître-logis est percée de fenêtres de taille variable disposées de façon très irrégulière. Une remise couverte d'un toit en appentis en ardoises de couleur noire prolonge le maître-logis au sud.
Le logis du fermier, plus allongé et couvert d'une toiture en bâtière, présente vers la cour une façade composée de deux parties légèrement différentes car il a été construit au XVIIe siècle et agrandi d'une travée vers le nord au XIXe siècle. La partie gauche présente un soubassement très marqué fait de six assises de moellon, qui est peut-être le vestige d'un bâtiment antérieur. Le soubassement est interrompu par la porte d'entrée précédée de trois marches et surmontée d'une fenêtre d'imposte protégé par des barreaux de fer. Ce pan de façade est percé de trois grandes fenêtres rectangulaires à encadrement de pierre bleue et est couronnée par une frise de dents d'engrenage en briques. La partie droite de la façade est la travée ajoutée au XIXe siècle. Elle est percée de deux grandes fenêtres rectangulaires qui surmontent une petite fenêtre de cave surmontée d'un petite arc surbaissé en briques. La façade occidentale du logis du fermier, comme celle du maître-logis, est percée de fenêtres de taille variable disposées de façon irrégulière. Une remise couverte d'une toiture en bâtière en tuiles orange est adossée à la façade occidentale du logis du fermier : elle a été ajoutée au XIXe siècle en même temps que la travée nord du logis du fermier.

Le maître-logis et le logis du fermier vus depuis la cour.
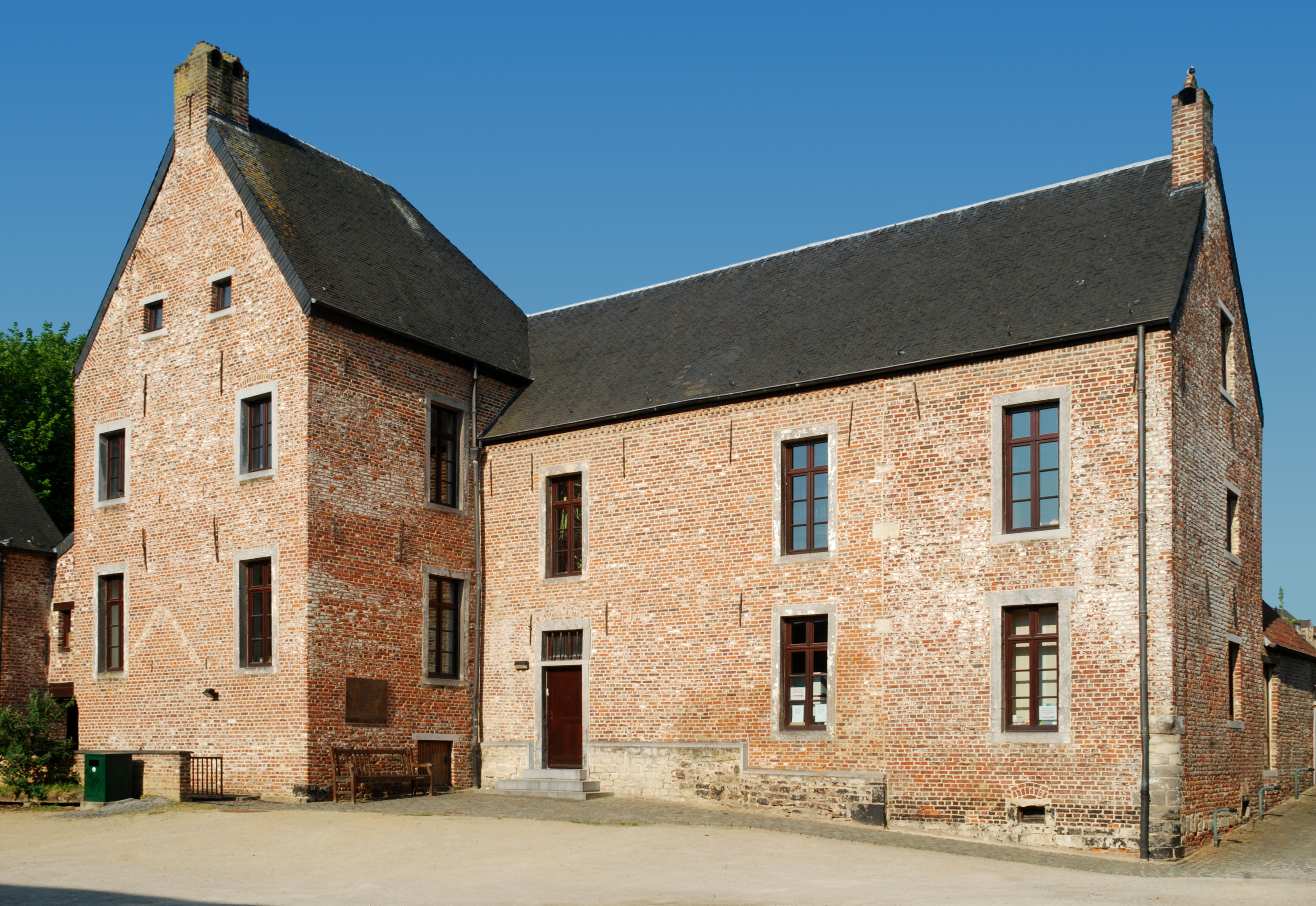

### La grange
Couverte d'une bâtière à croupettes, la grange est une grange en long dont la façade occidentale et la façade orientale sont percées chacune d'un grand portail.
Le portail occidental, qui était dirigé vers les champs, possède un encadrement en pierre bleue aux piédroits harpés dont l'arc en anse de panier est orné de deux ancres de façade en forme de moustache et surmonté de trois oculi. Ce portail est orné d'un vitrail monumental conçu en 1991 sur le thème de la musique par Josse Derbaix, un binchois établi à Ottignies à partir de 1974 : les personnages du vitrail, musiciens, danseurs ou spectateurs, sont entourés de flots de notes stylisées et vivement colorées.
Le portail oriental, qui était dirigé vers l'aire de battage, est plus simple et est fait de piédroits en briques et d'un grand arc surbaissé réalisé dans le même matériau.
Ses murs pignons sont des pignons à épis, percés chacun de trois oculi, tant à l'est qu'à l'ouest, et ses murs gouttereaux sont ornés de frises de dents d'engrenage en briques.
L'intérieur de la grange, d'une capacité totale de 120 personnes assises, conserve une belle charpente en chêne.

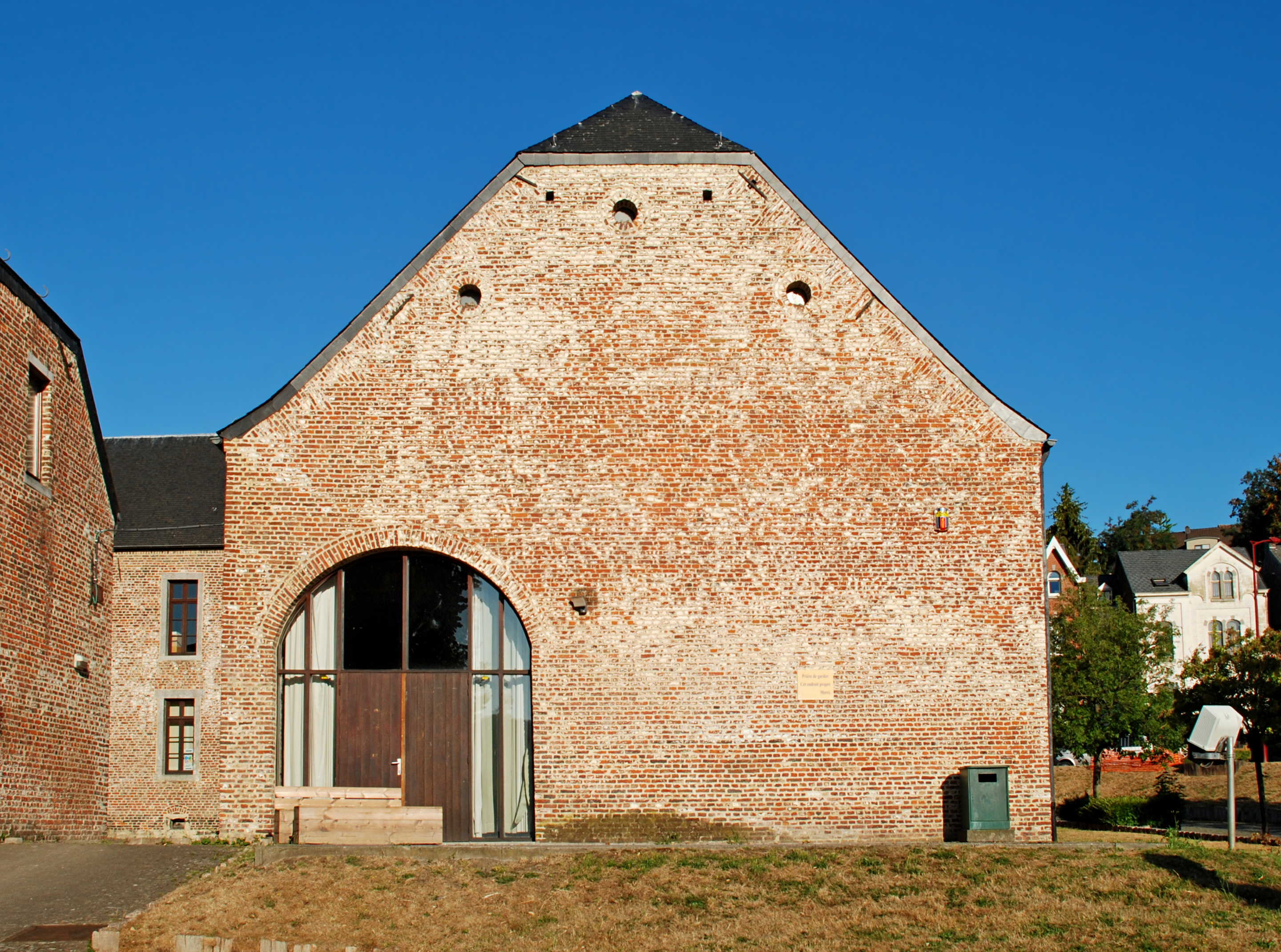
La façade orientale de la grange.
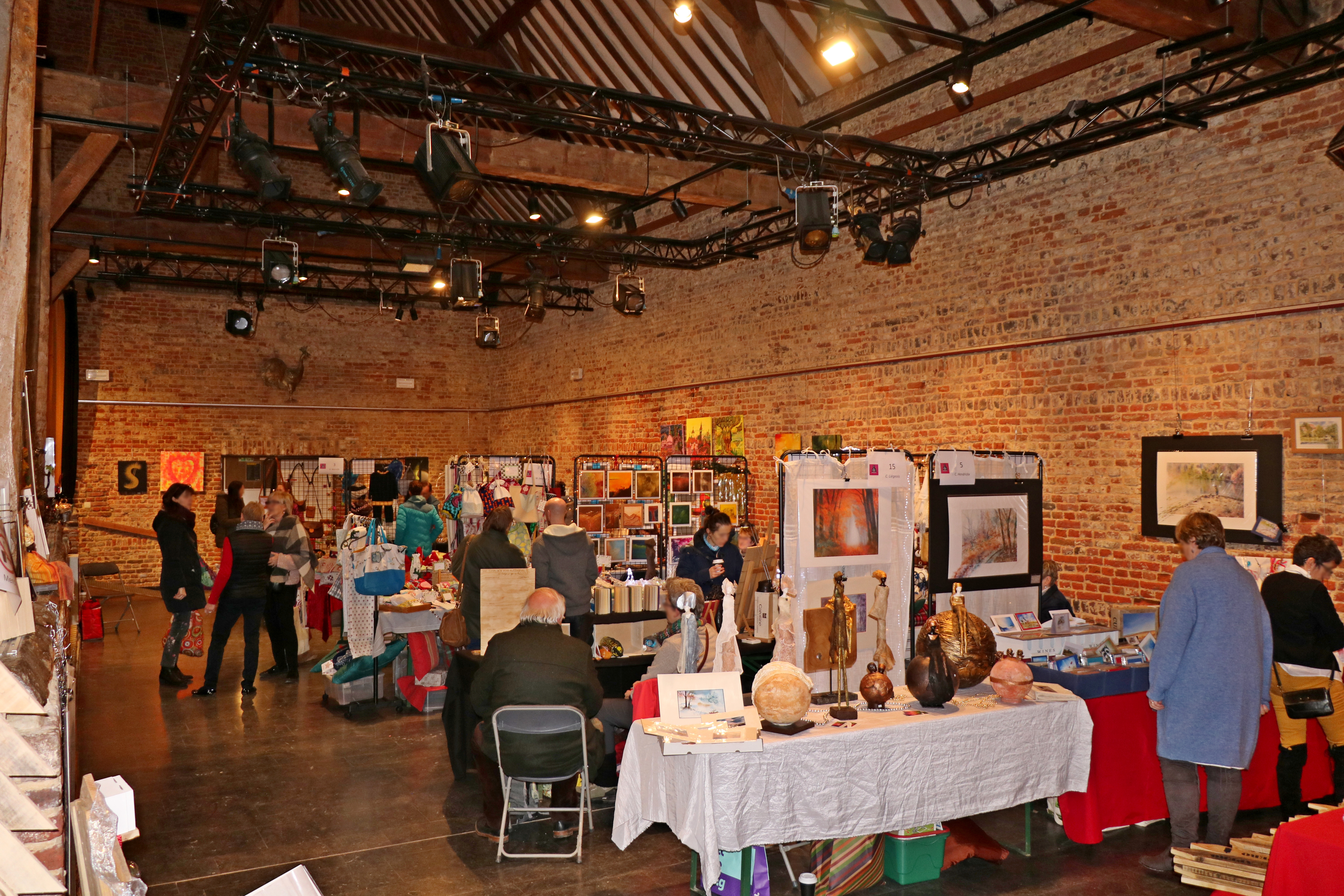
La grange transformée en salle de spectacle.
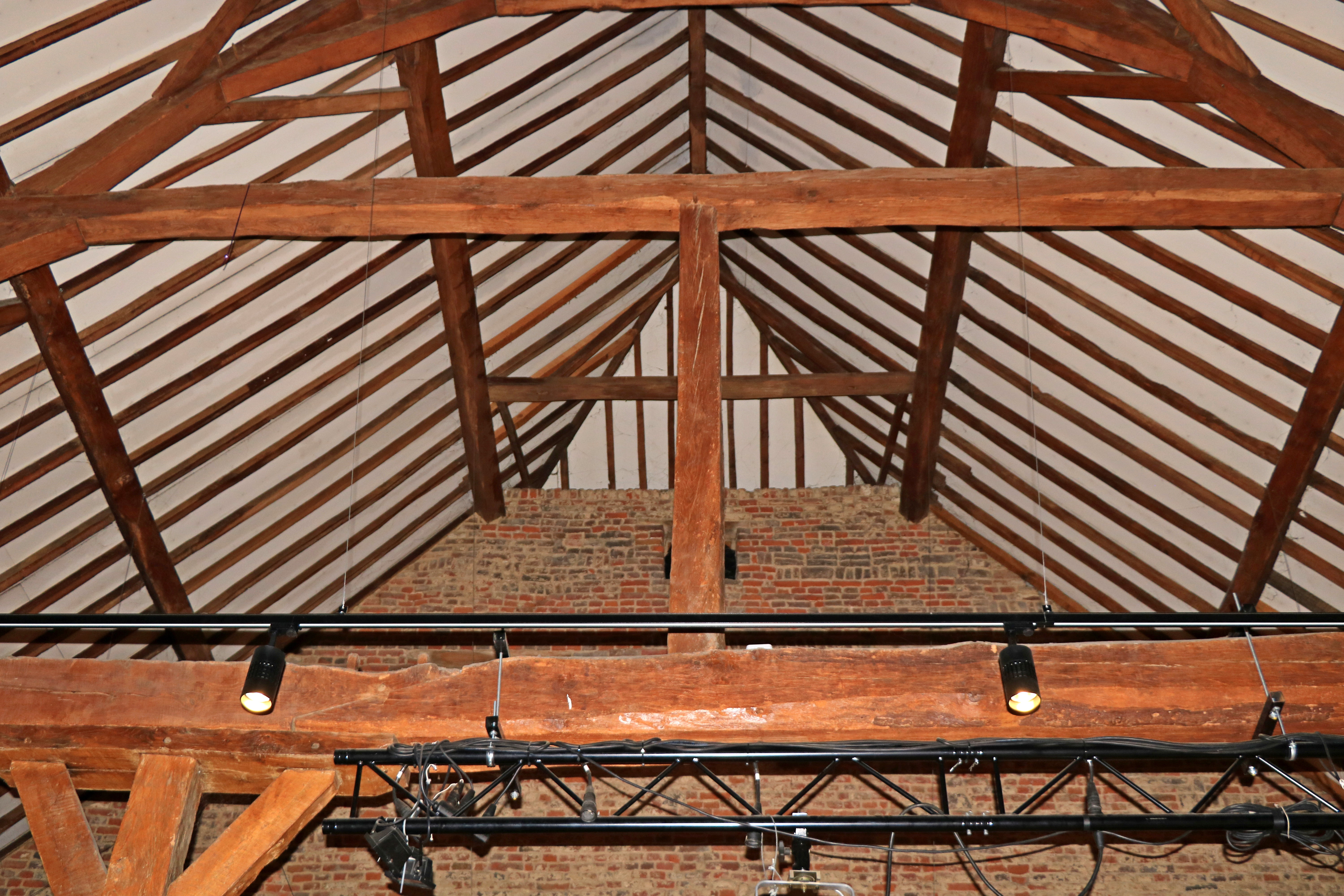
La charpente de la grange.

### La cave voûtée
Sous l'étable qui constitue l'aile sud de la ferme se trouve une belle cave aux voûtes de briques rouges, d'une superficie de 64 m2 et d'une capacité de 30 personnes assises.
Selon Cécile Lucas, du cercle d'histoire, d'archéologie et de généalogie d'Ottignies-Louvain-la-Neuve (CHAGO), « la cave située sous l'aile sud pose question de par son importance. Elle est couverte de voûtes d'arêtes reposant sur de lourdes colonnes en pierre qui appartiennent manifestement aux campagnes de construction du XVIIe siècle. Ses voûtes devaient supporter soit une habitation, soit une étable qui avait déjà disparu en 1804 lors de l'élaboration du plan cadastral français car, sur celui-ci, seul un muret ferme la cour de ce côté ».
Le fermier entreposait dans cette cave des pommes de terre, des betteraves fourragères et du charbon.

La cave voûtée
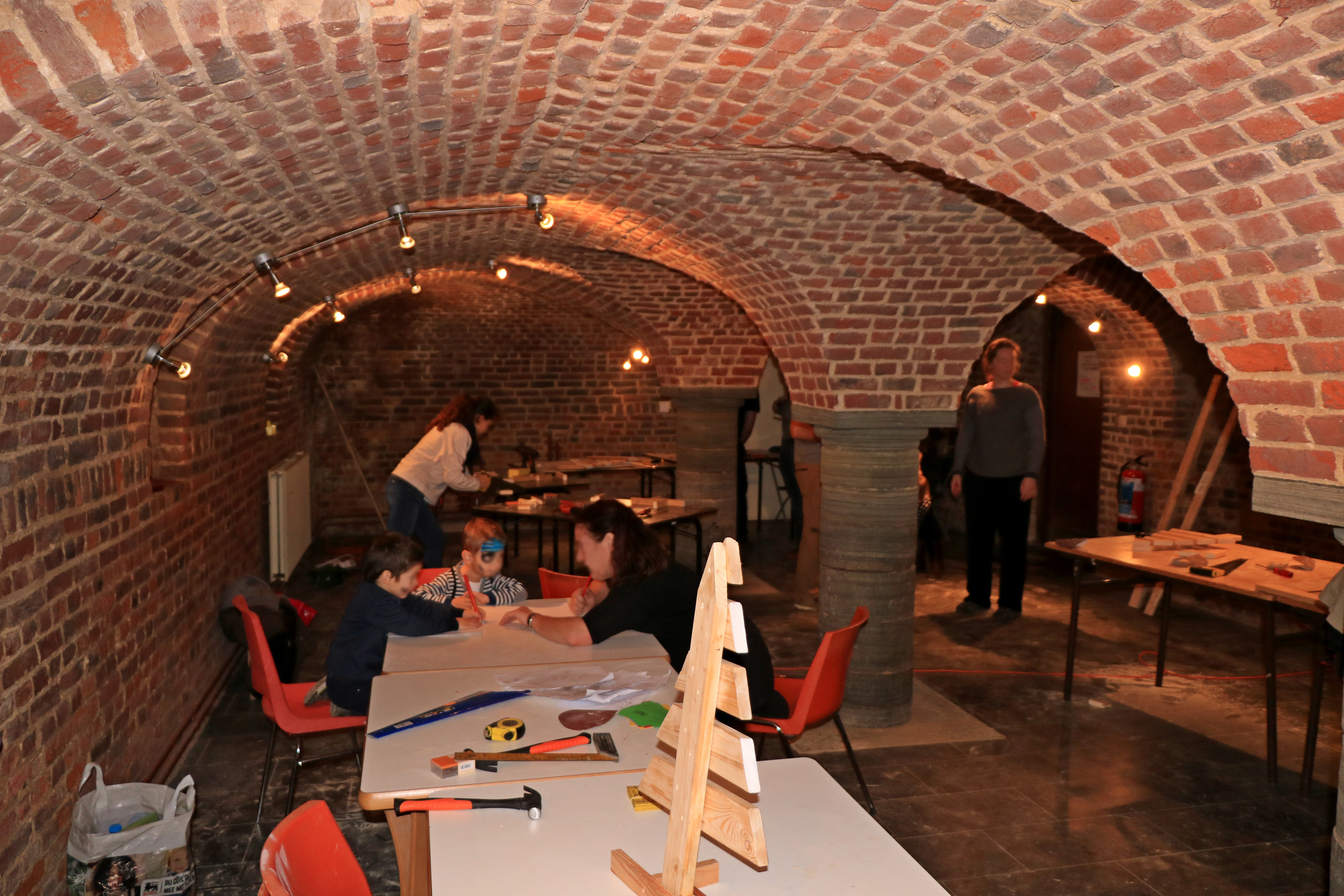
La cave voûtée.
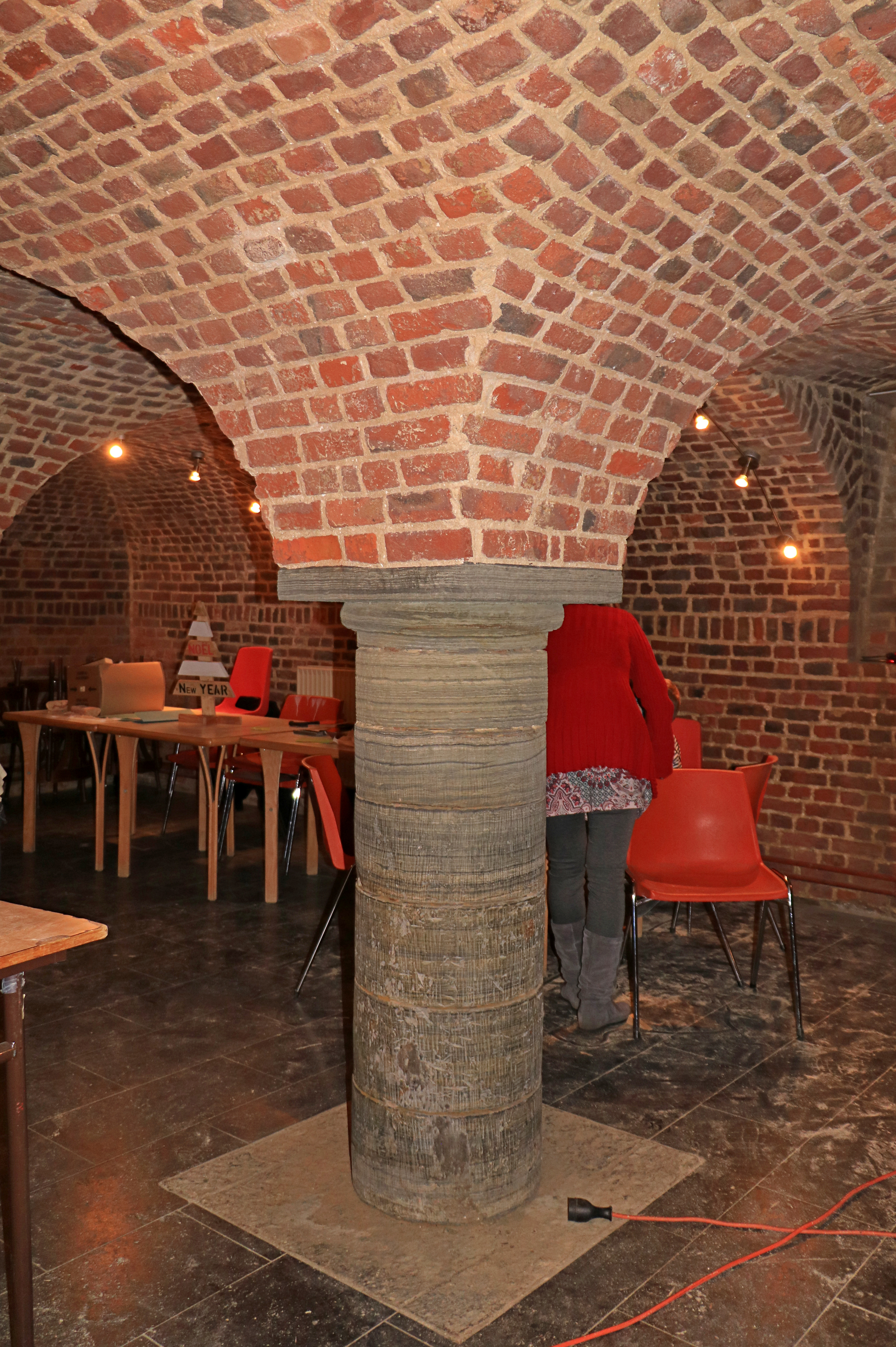
Colonne de pierre.
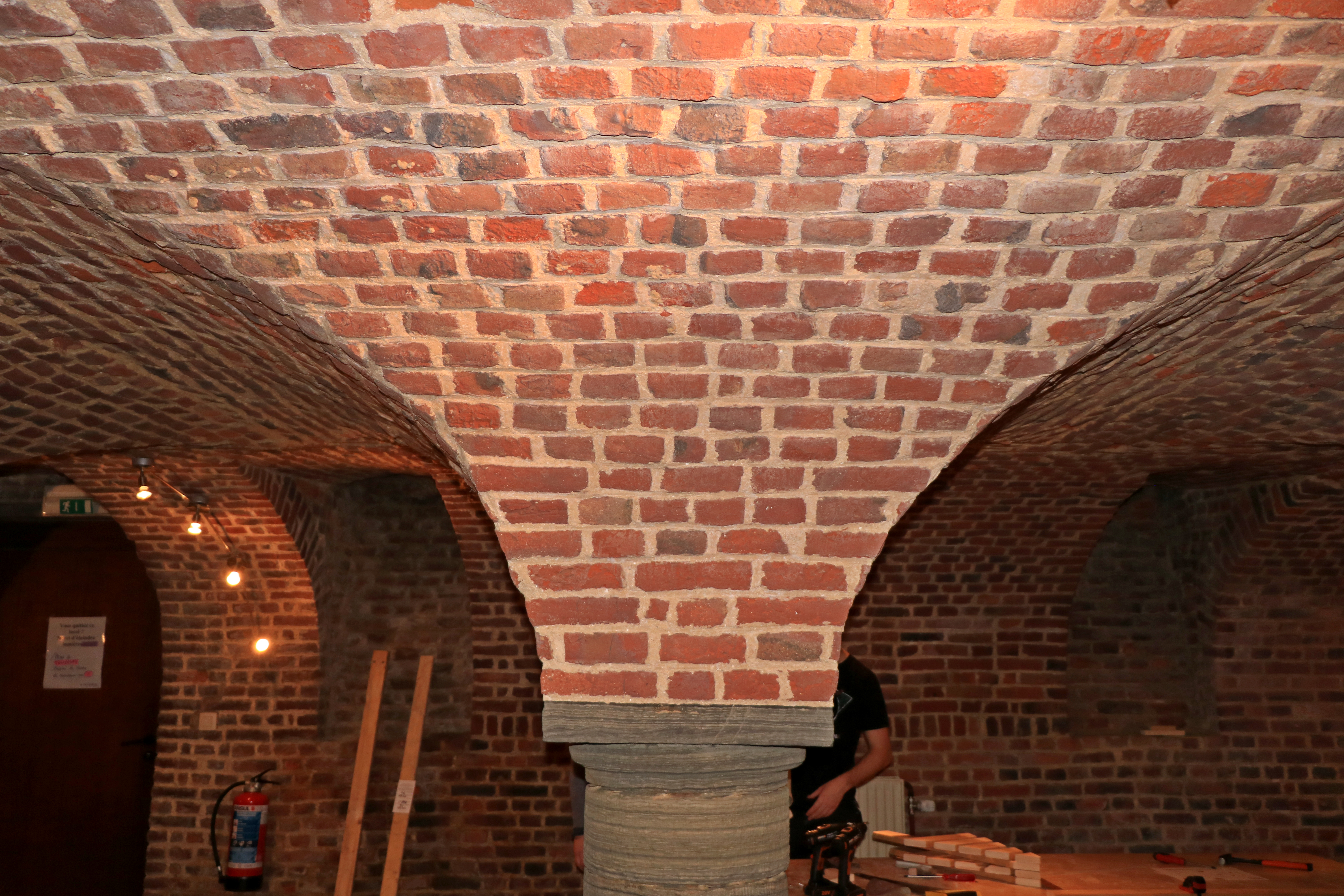
Voûtes d'arêtes.

## Ornementation

### Oculi, pignons à épis et frises de dents d'engrenage
La grange et le maître-logis présentent des pignons à épis. Les murs pignons de la grange sont percés chacun de trois oculi, tant à l'est qu'à l'ouest.
Les murs gouttereaux de la ferme sont également ornés par endroits de frises de dents d'engrenage en briques.

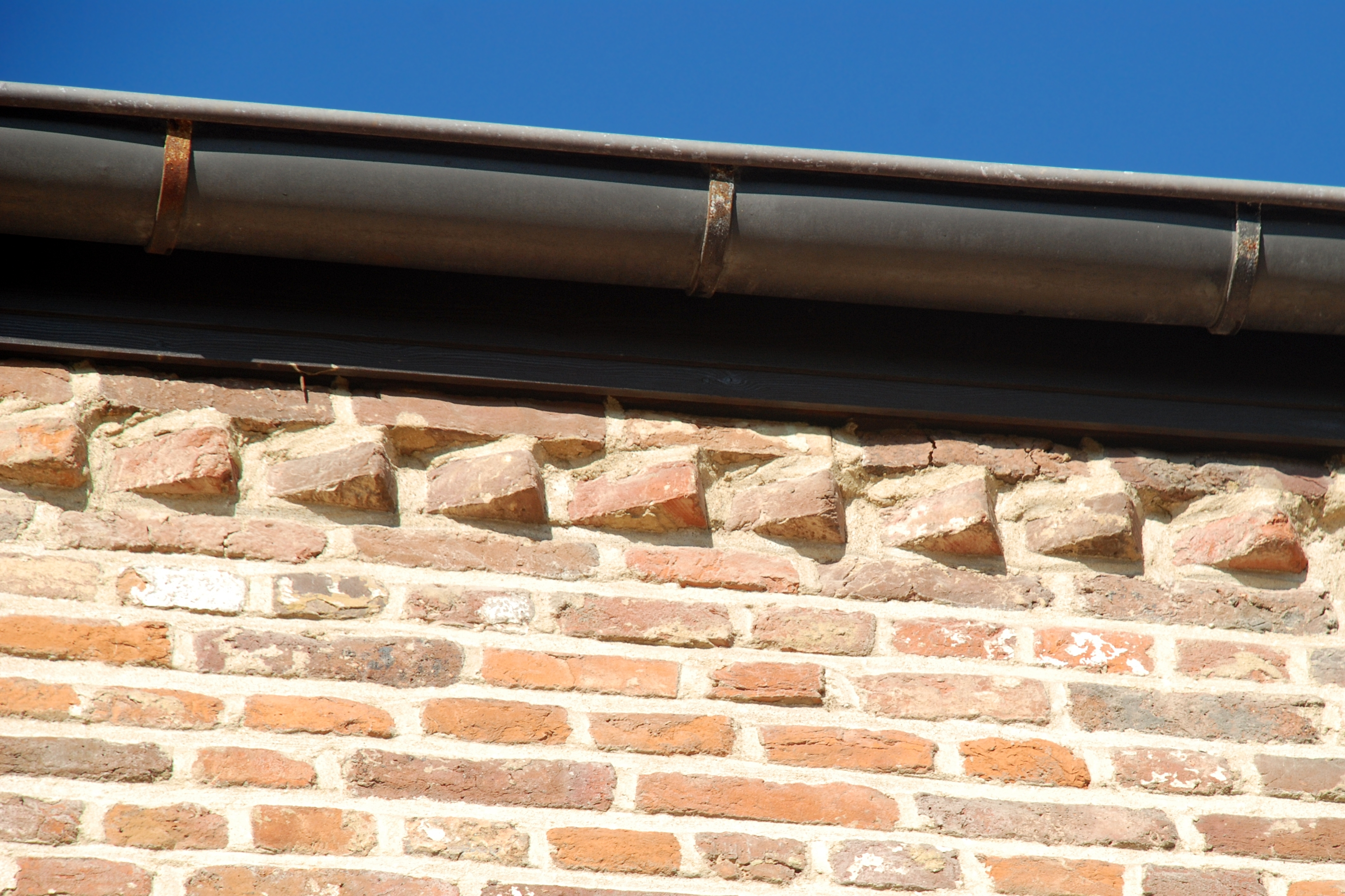
Frise de dents d'engrenage côté cour.
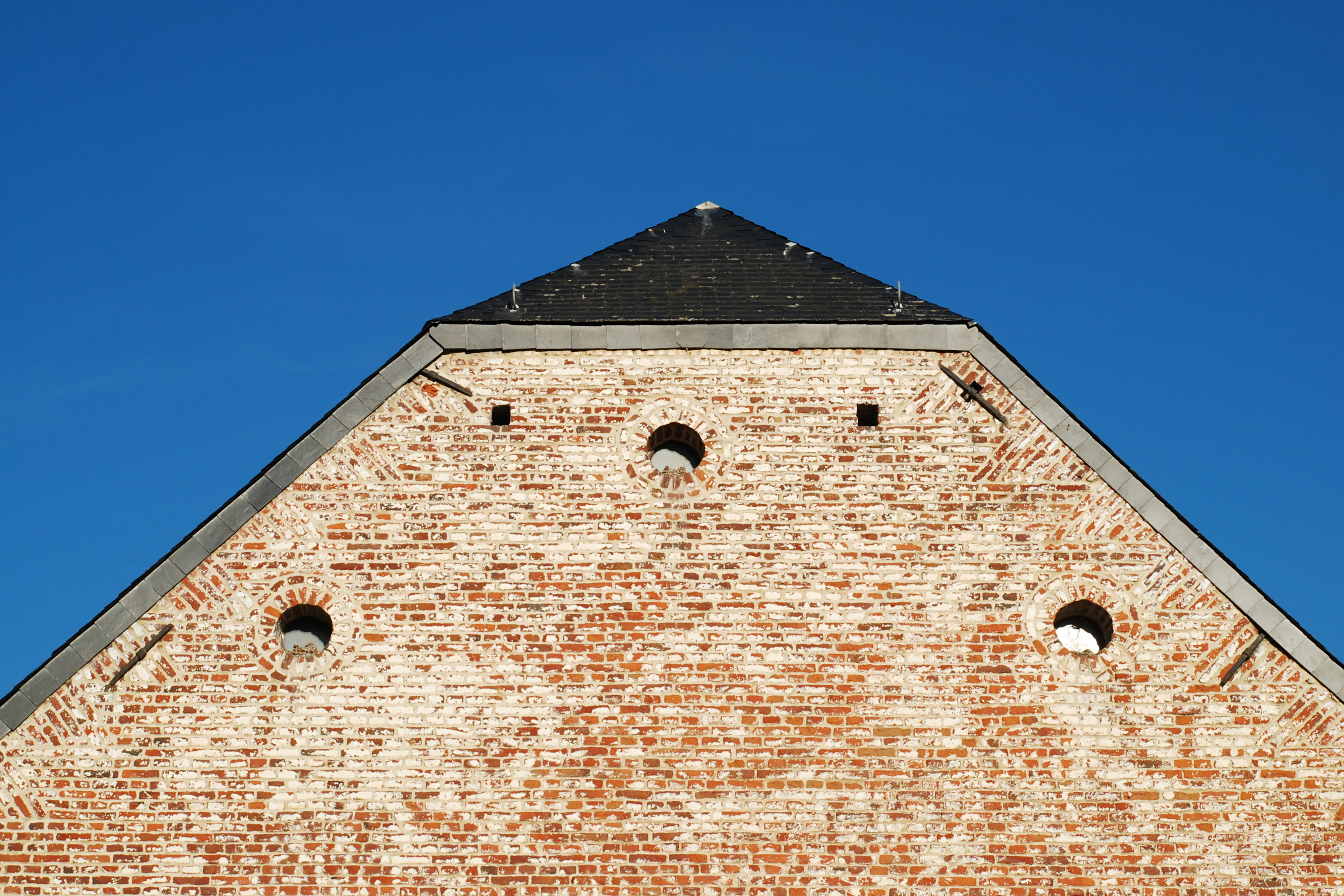
Pignon à épis, croupette et oculi du pignon oriental de la grange.
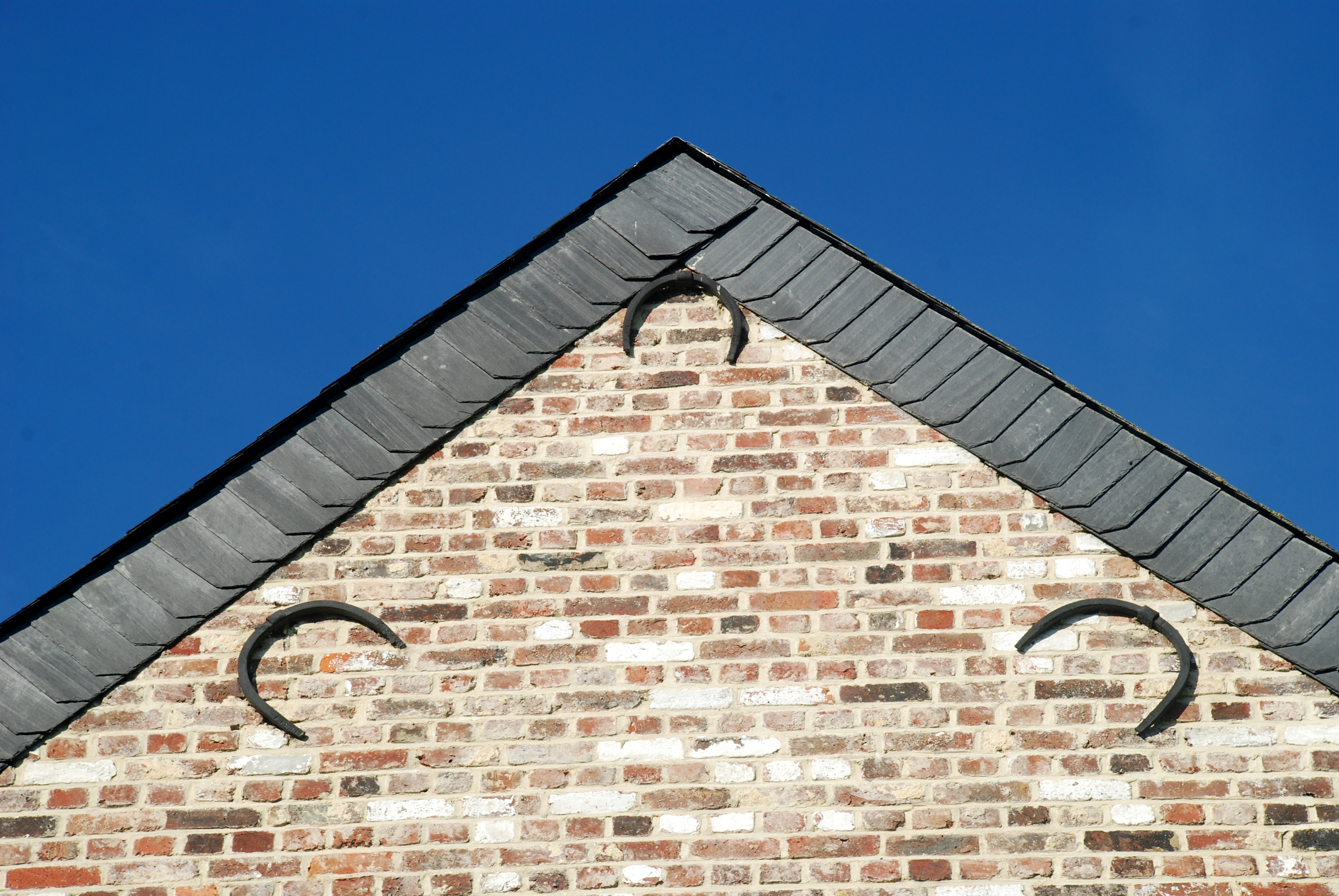
Ancres en forme de fer à cheval.

### Ancres de façade
Les façades de la ferme présentent un grand nombre d'ancres de façade aux formes très variées : ancres verticales, en X, en Y, en forme de crochet, en fer à cheval, en losange et même en forme de « moustaches » (au-dessus de l'entrée de la grange).

Ancres de façade
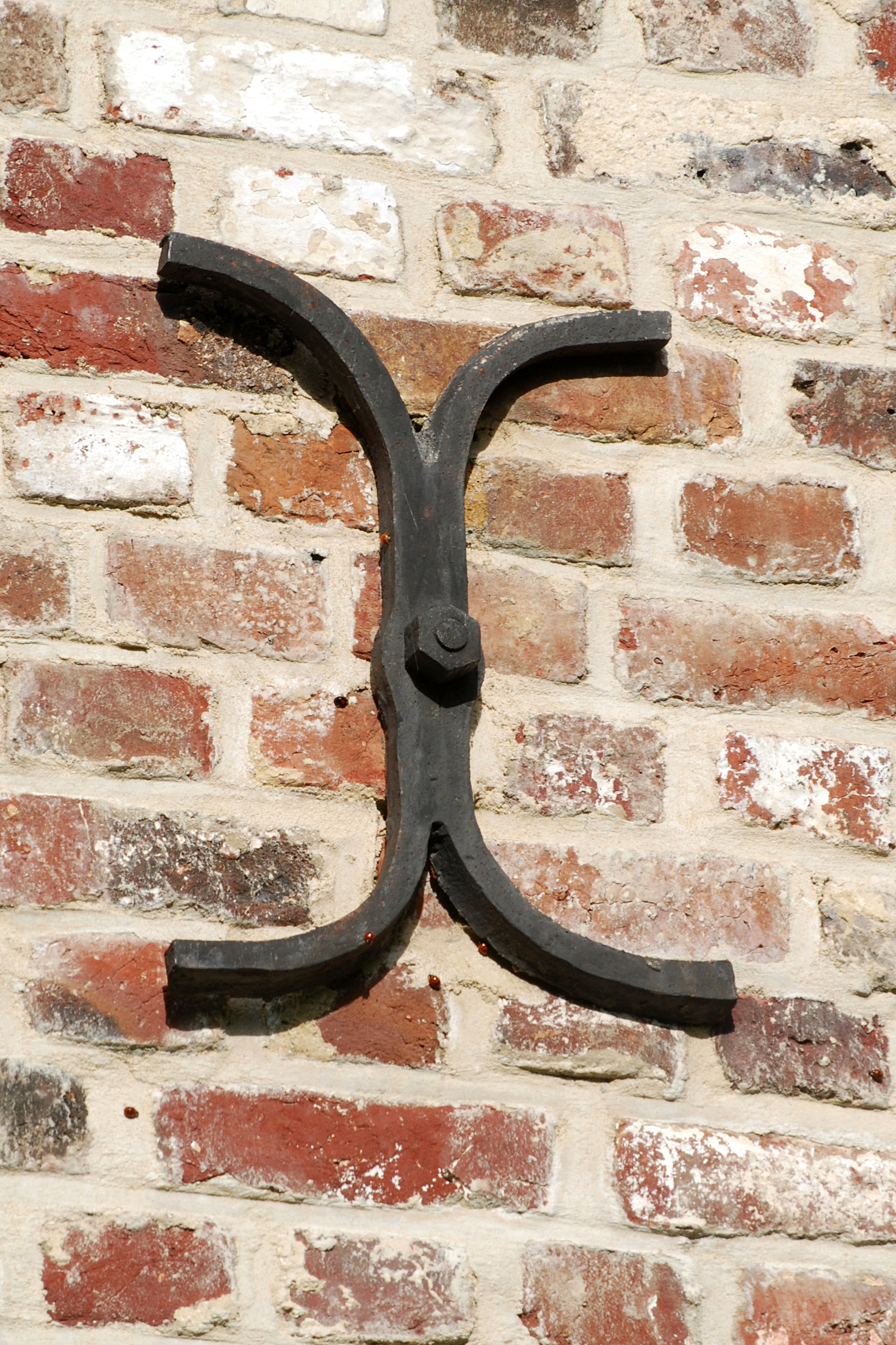
Lettre X.
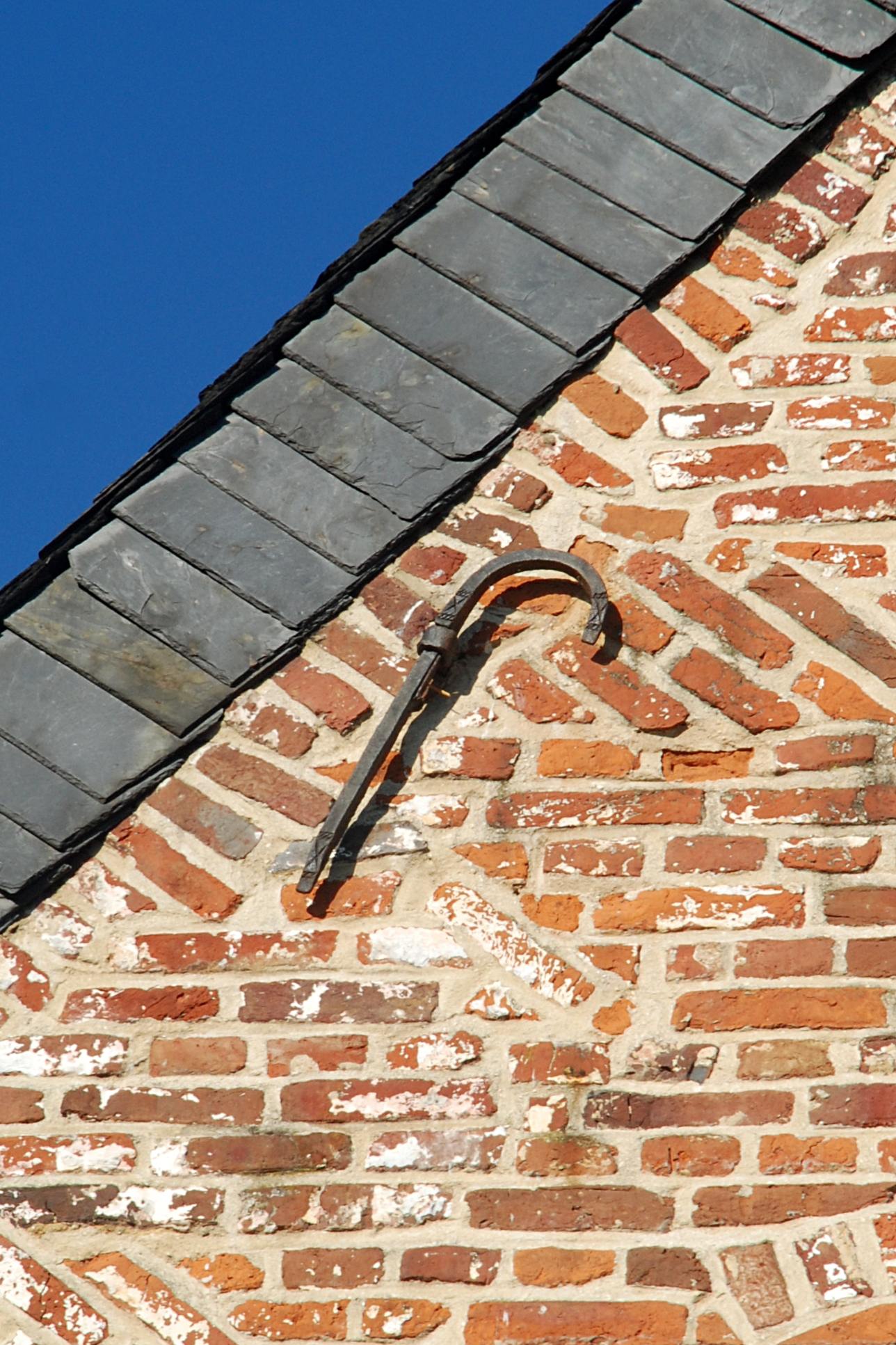
Crochet.
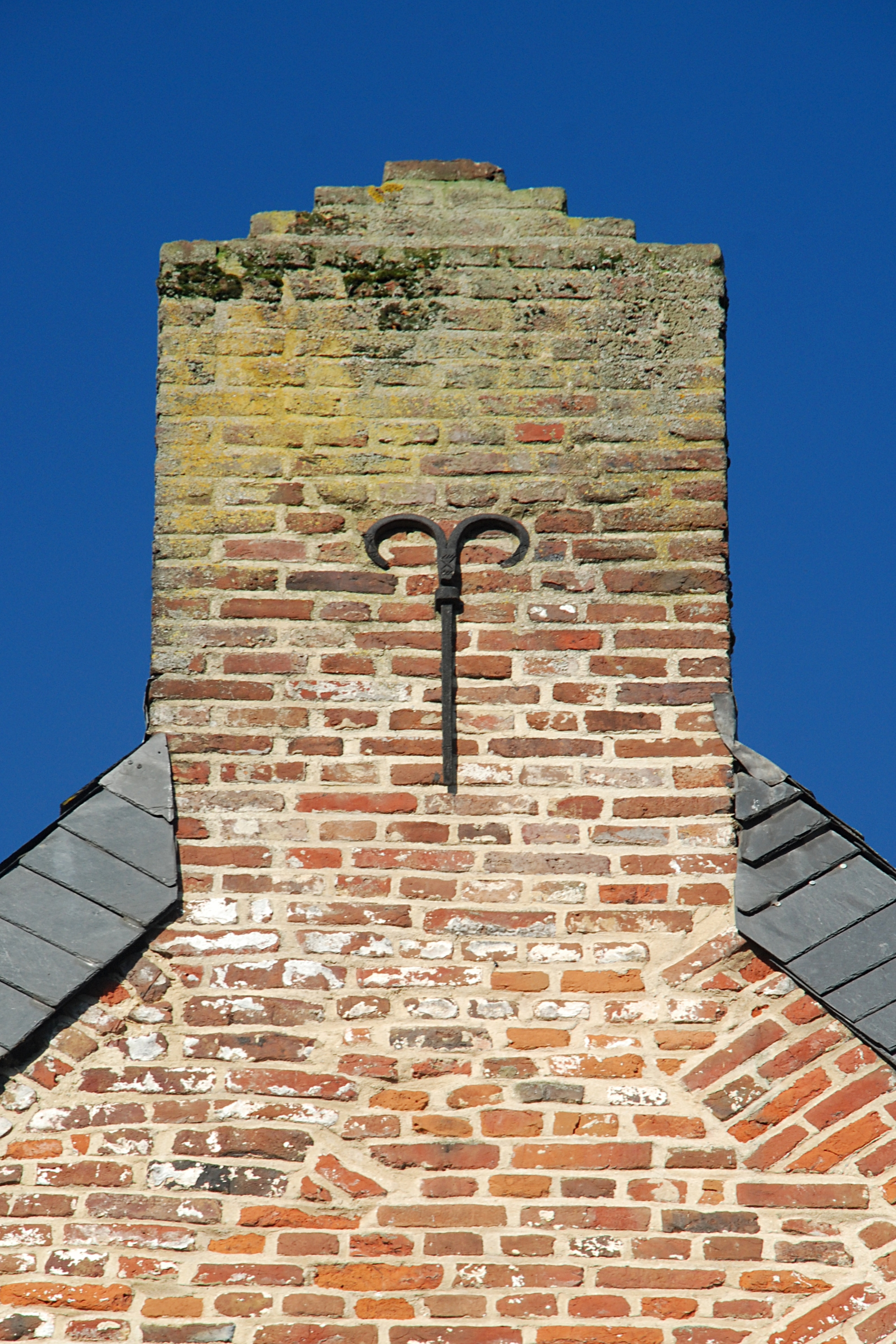
Lettre Y.
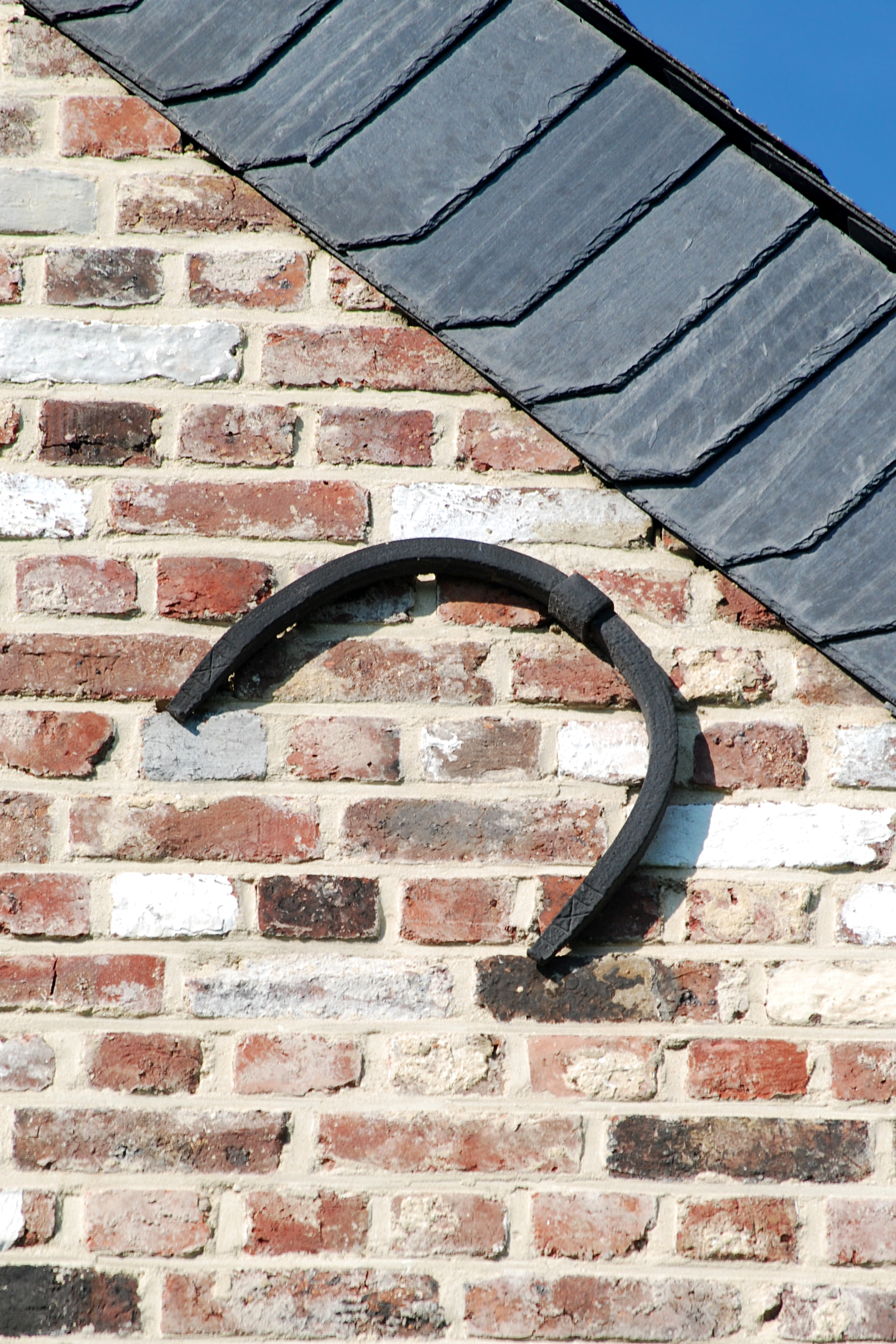
Fer à cheval.
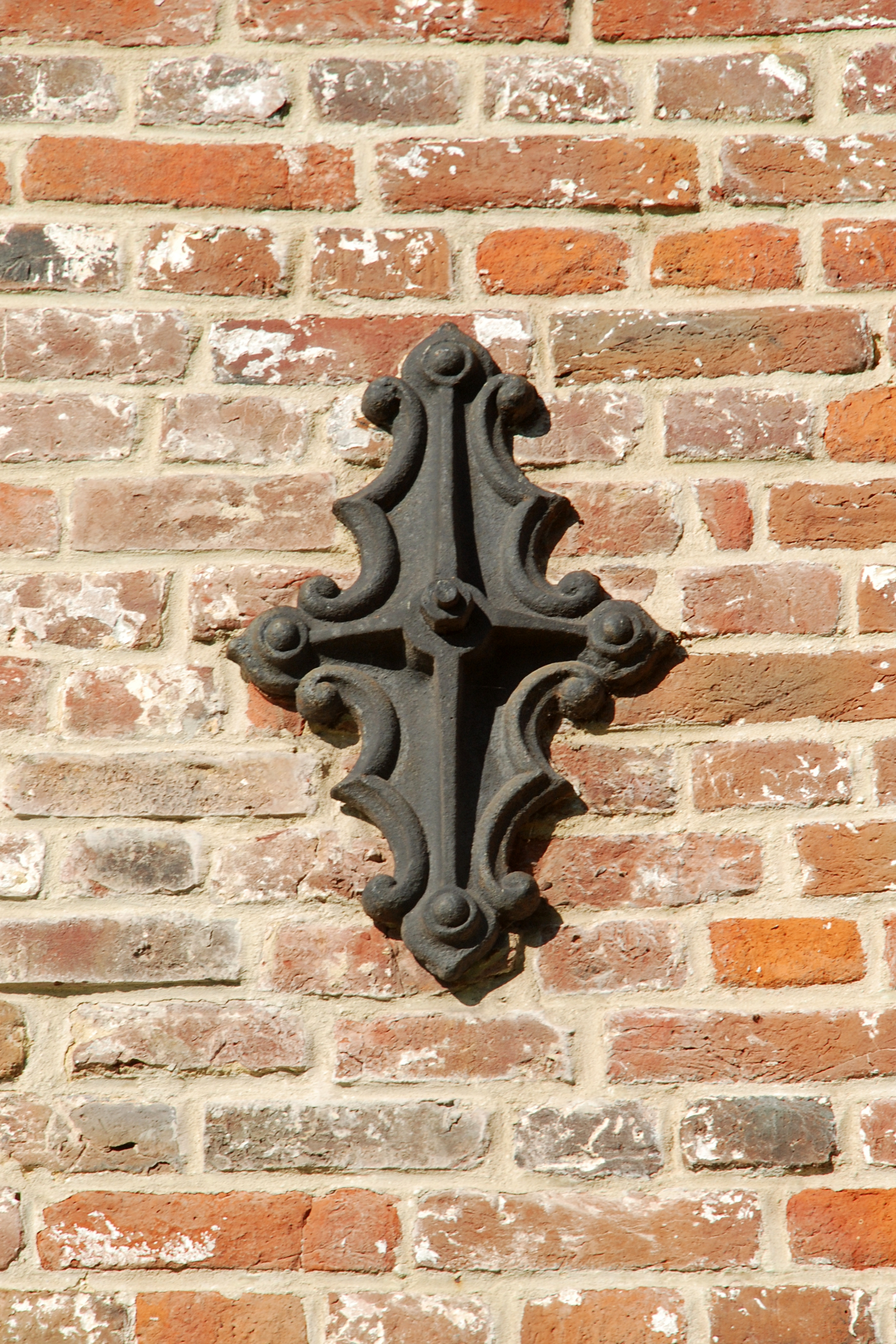
Losange chantourné.

## Art public aux abords de la ferme
Plusieurs œuvres d'art public se dressent sur la pelouse qui borde la ferme du côté du levant.

### Une pierre pour ma ville

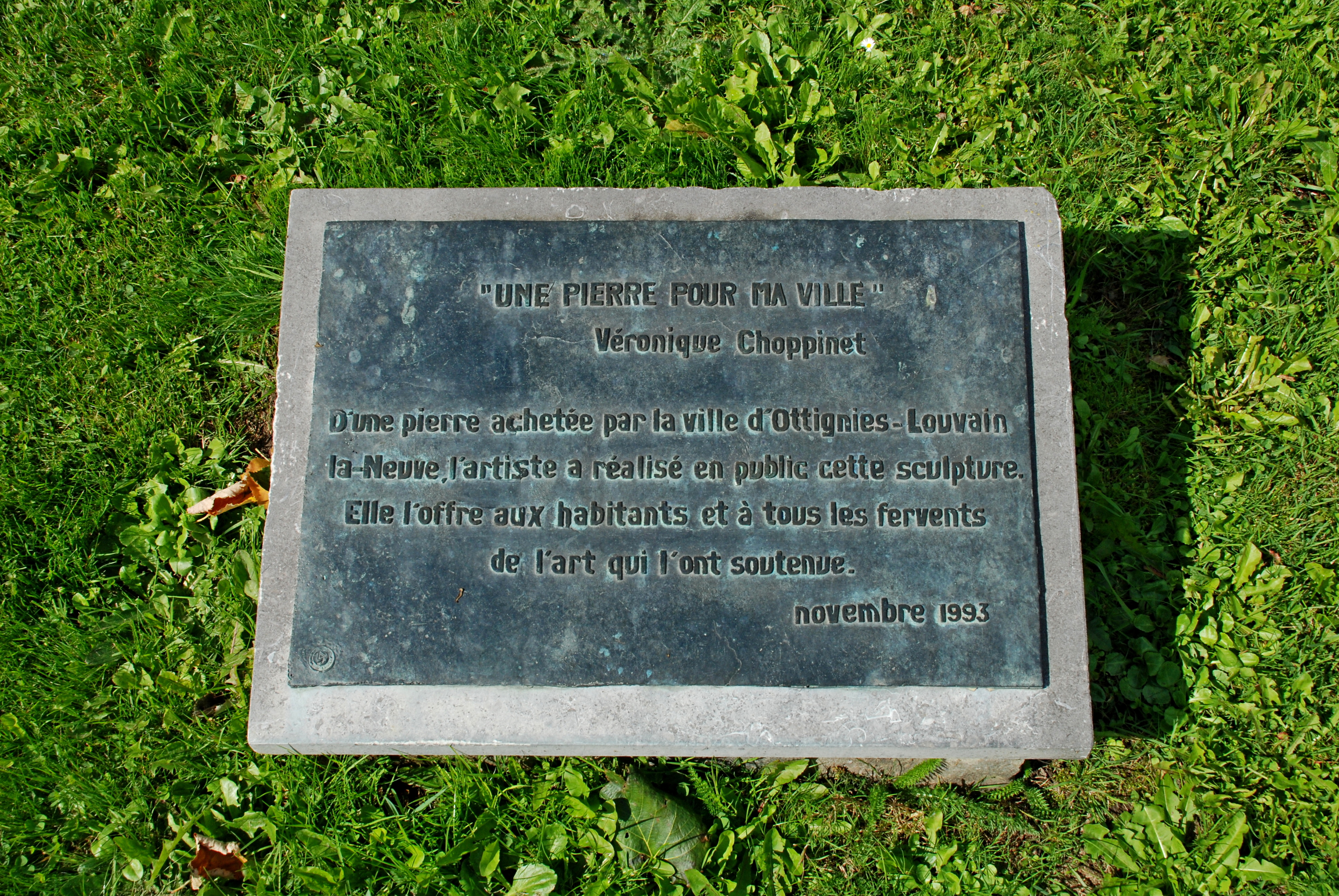
La plaque Une pierre pour ma ville.

À l'est de la grange se dresse une statue en pierre bleue de Soignies haute de 2m70 et intitulée Une pierre pour ma ville.
Cette statue, dont les promoteurs furent la Ville, le Foyer culturel, les habitants d'Ottignies-Louvain-la-Neuve et l'artiste, fut taillée face au public de juin à octobre 1993 par l'artiste Véronique Choppinet (née en 1946).
Une plaque posée au pied de la statue affiche :

« "Une Pierre pour ma Ville"

Véronique Choppinet

D'une pierre achetée par la ville d'Ottignies-Louvain-la-Neuve
 
l'artiste a réalisé en public cette sculpture.

Elle l'offre aux habitants et à tous les fervents

de l'art qui l'ont soutenue.

novembre 1993 »

Le grand tilleul qui faisait face à la sculpture est déraciné par une tempête le 25 août 2023.

Une pierre pour ma ville
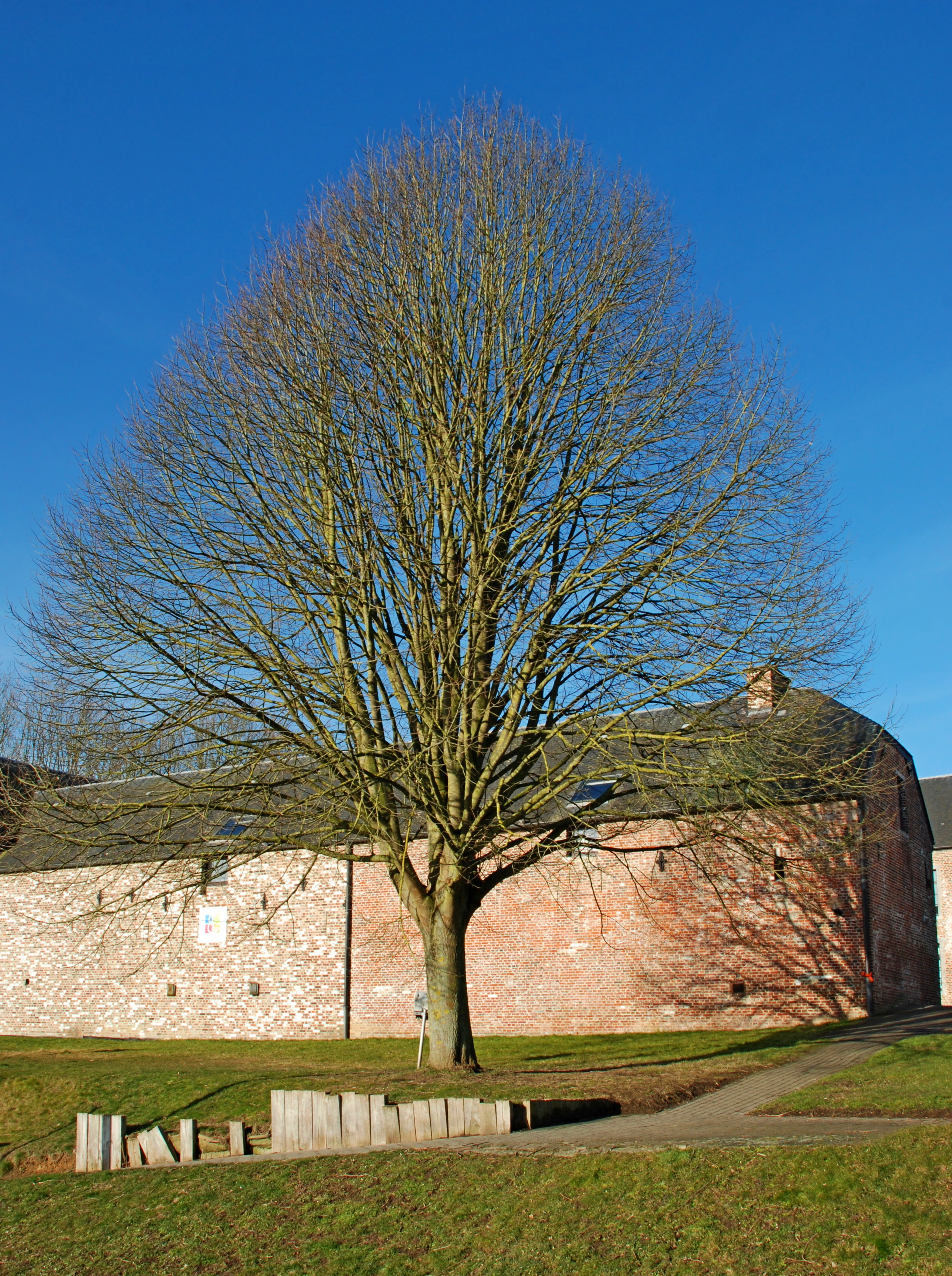
Le grand tilleul.
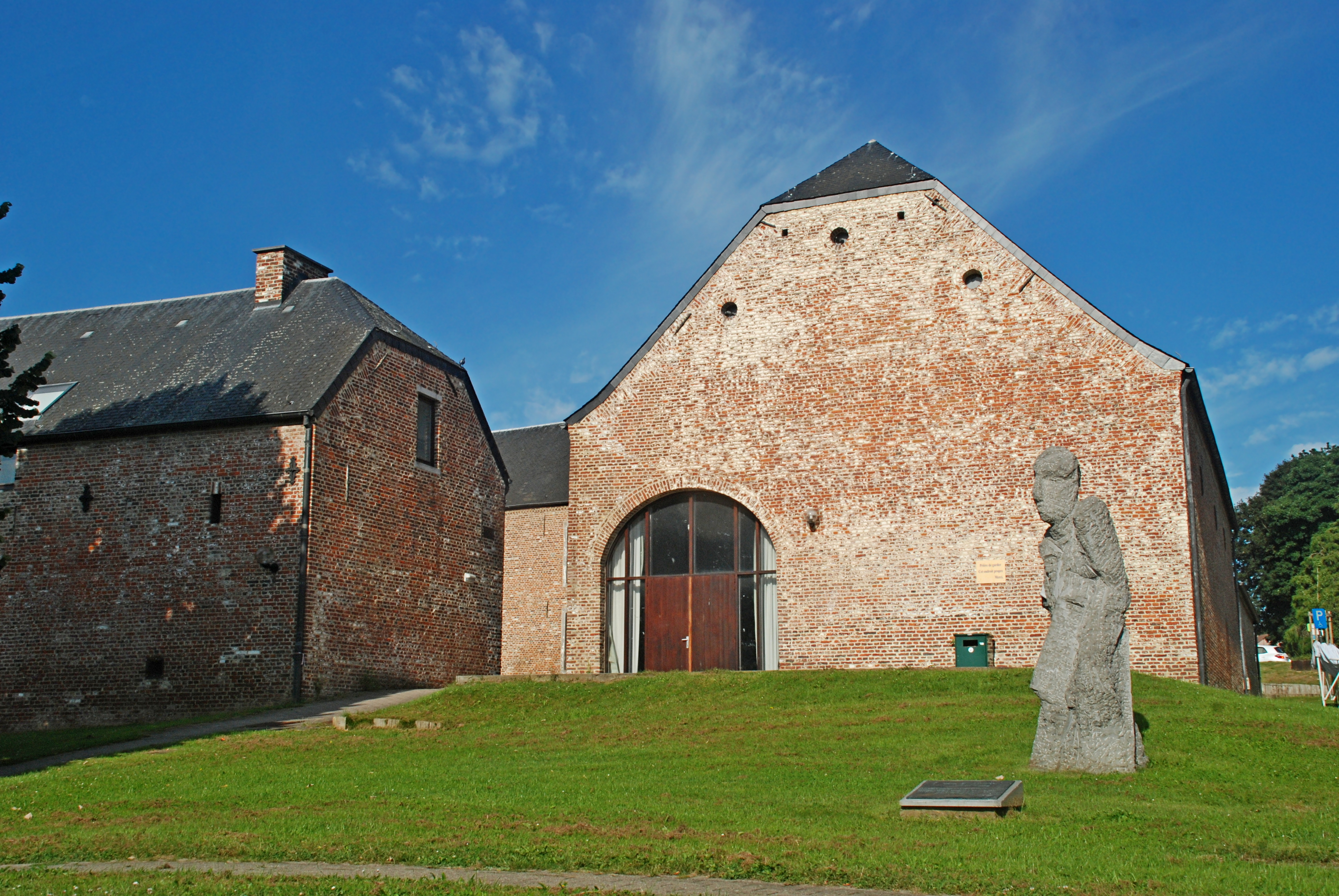
La statue devant la façade orientale de grange.
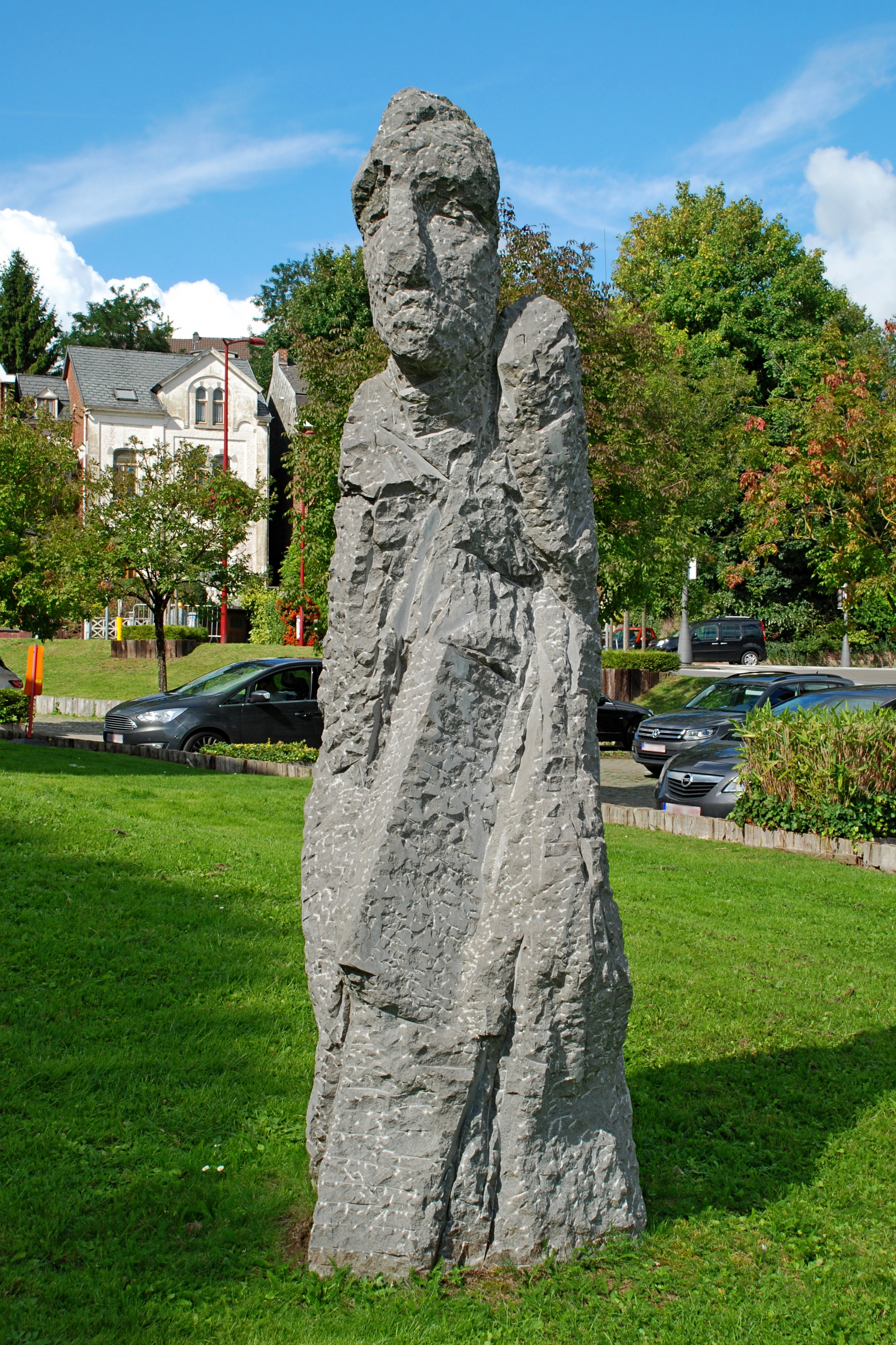
Une pierre pour ma ville.
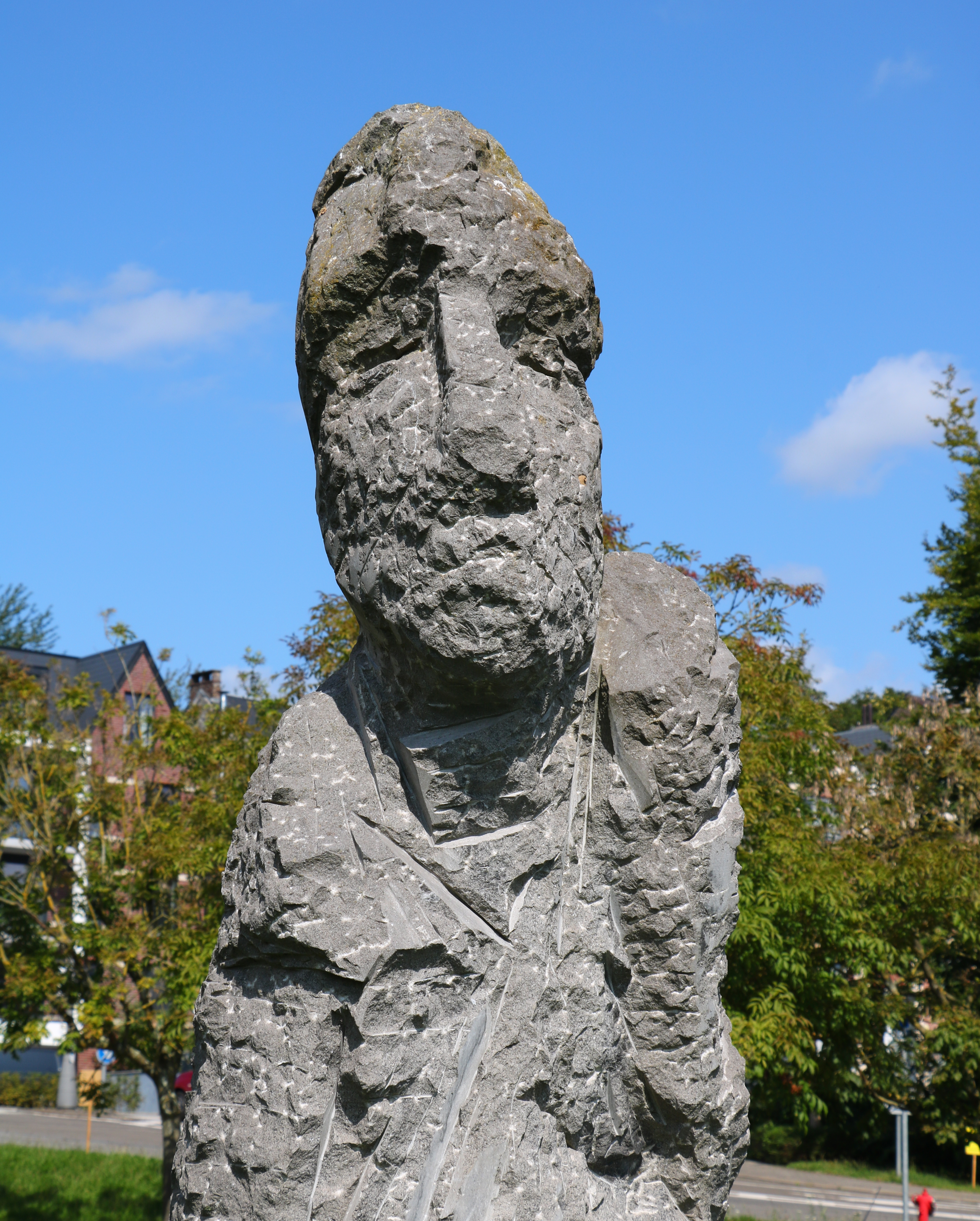
Détail.

### Visages Urbains

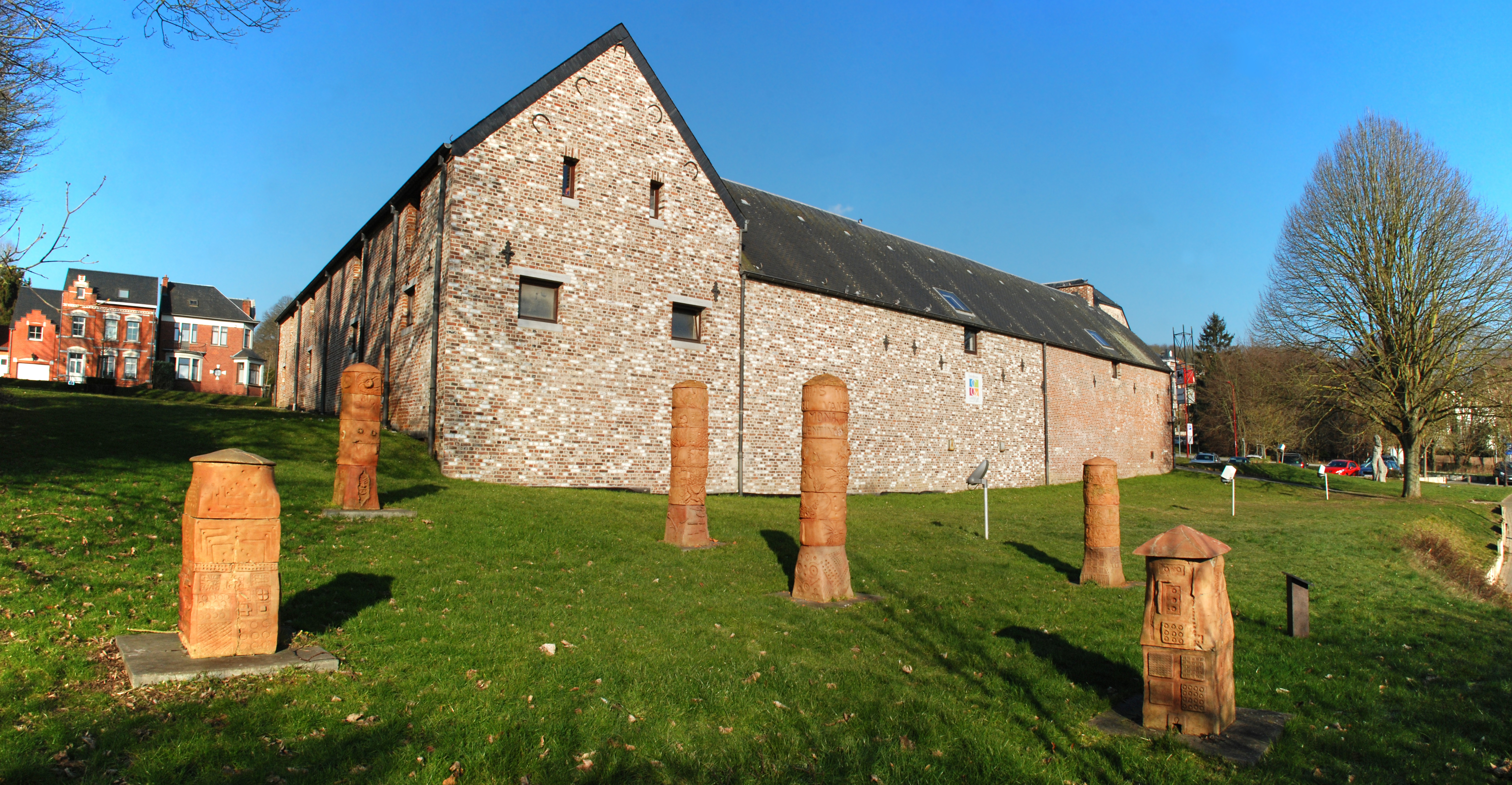
Les « Visages Urbains ».

Au sud-est se dressent six totems en terre cuite réalisés par six jeunes en difficulté scolaire, membres de l'association « La Chaloupe », guidés par la sculptrice de Louvain-la-Neuve Gigi Warny,.
Installés en 2010 au quartier des Bruyères à Louvain-la-Neuve, ces totems appelés Visages Urbains sont vandalisés après dix jours seulement. Après réparation par leurs jeunes auteurs, les six totems sont installés en juin 2012 dans la prairie qui entoure la Ferme du Douaire.
Par ces totems, figurant des tours ou des immeubles de tailles et de couleurs différentes, les jeunes évoquent la ville métro-boulot-dodo, la ville avec tout ce qu'elle a de dangereux et la ville de leurs rêves.

Visages Urbains
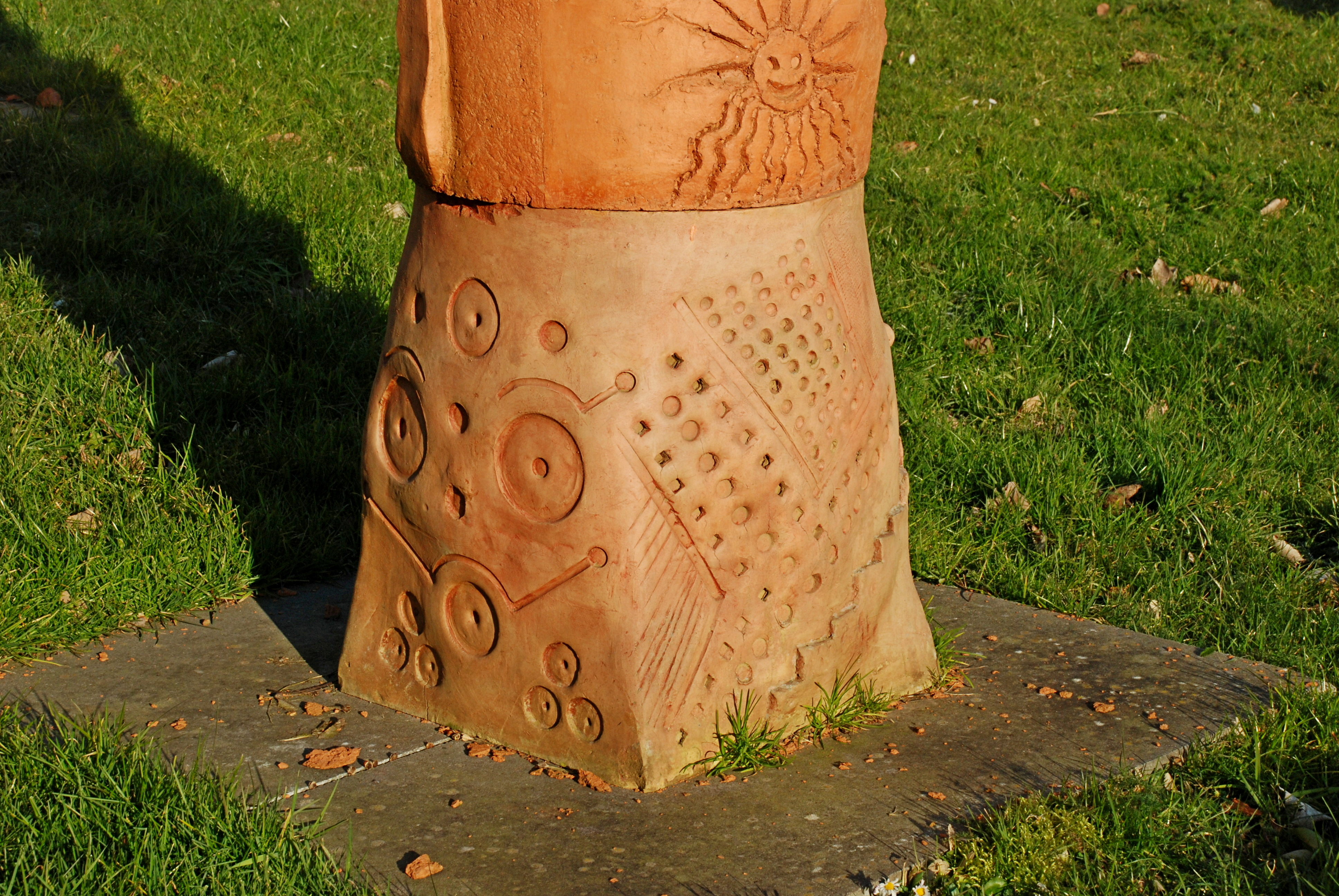
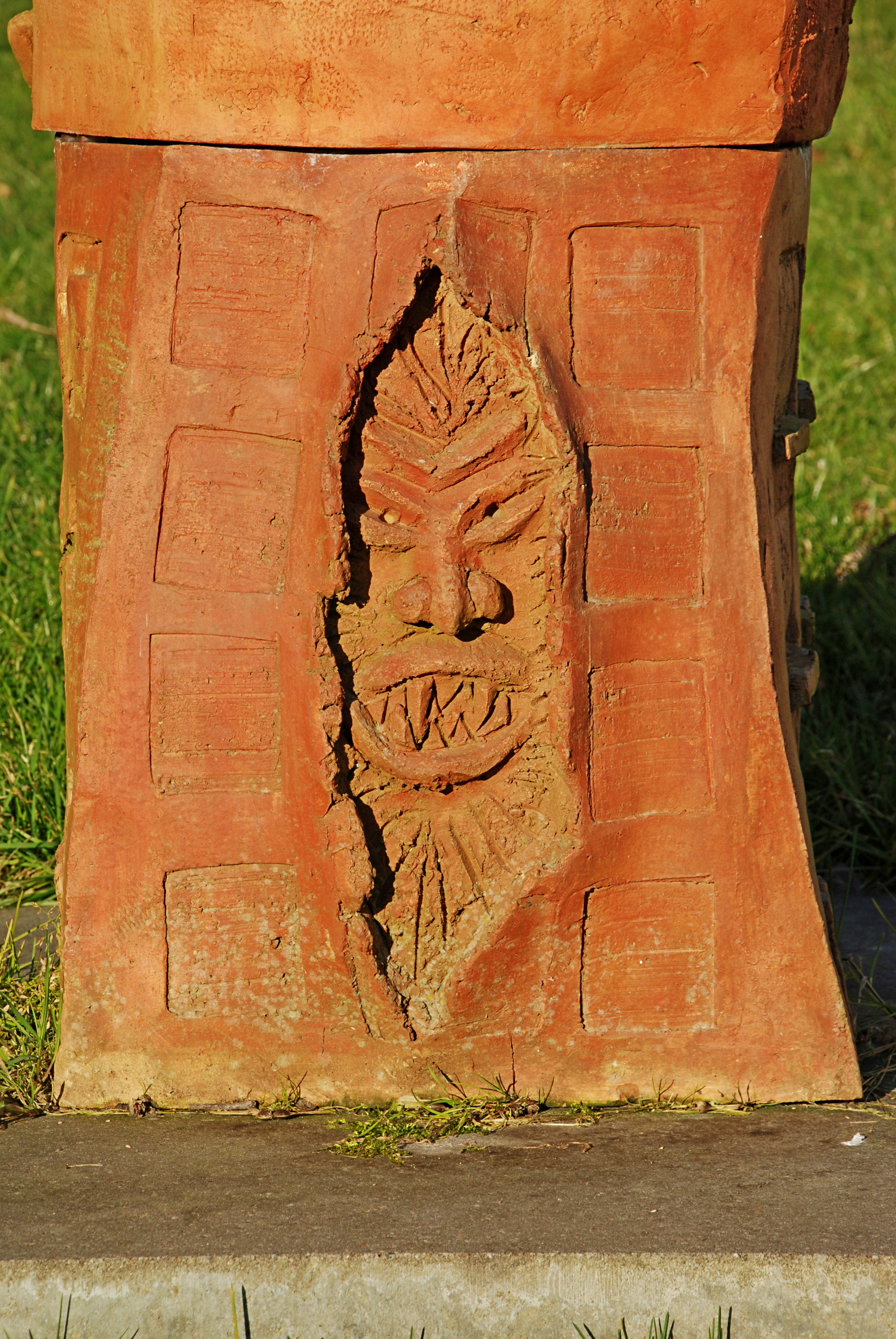
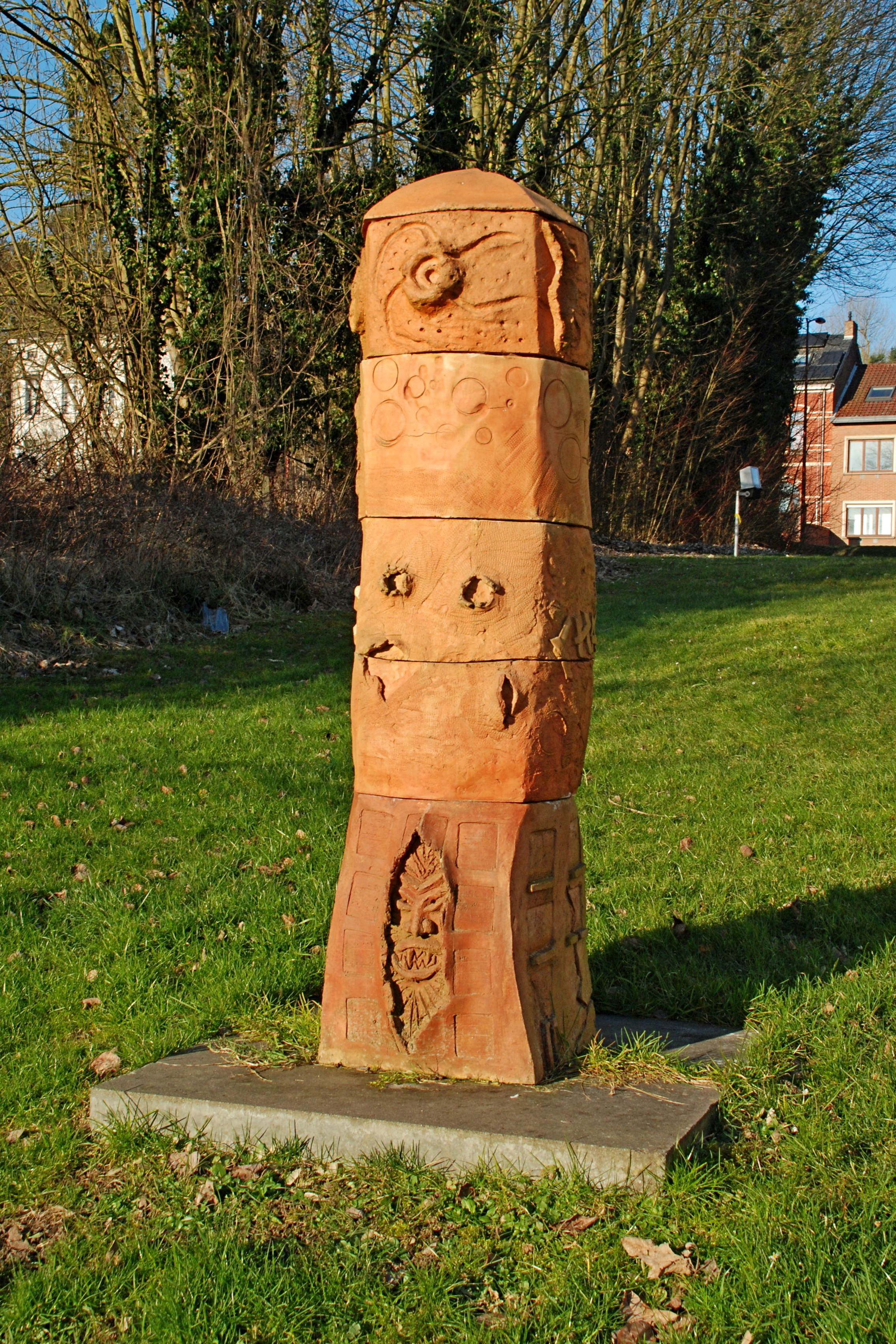
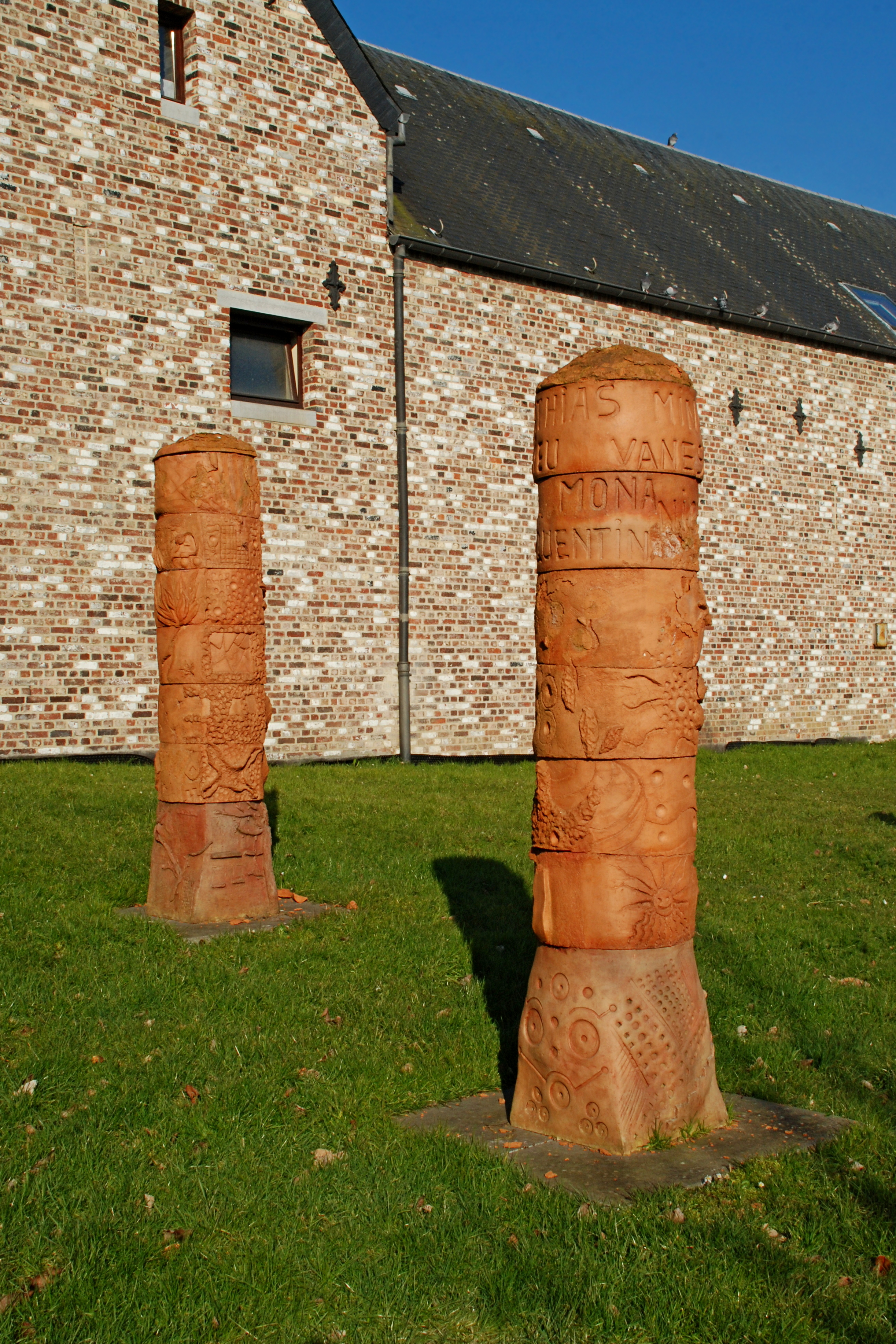
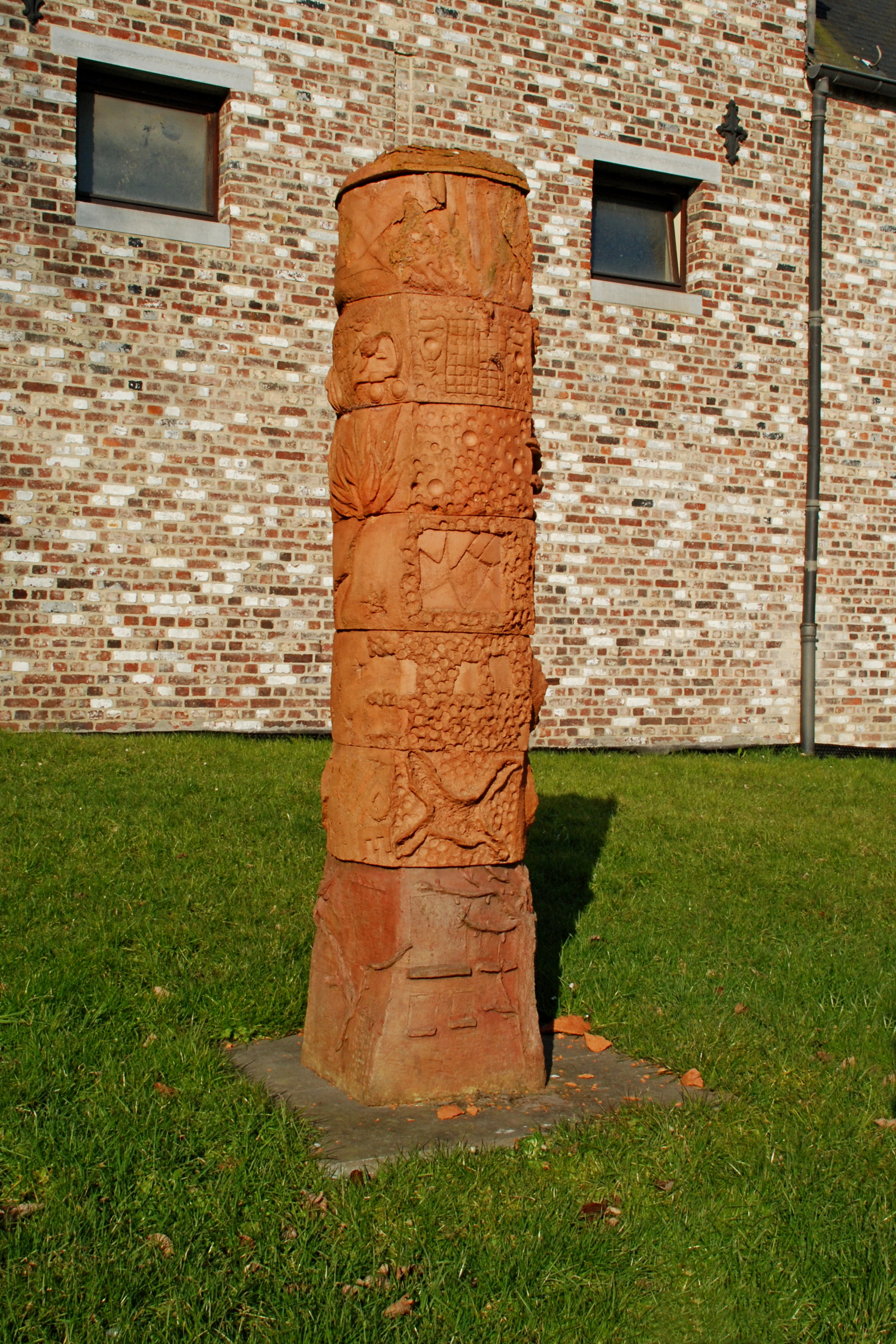
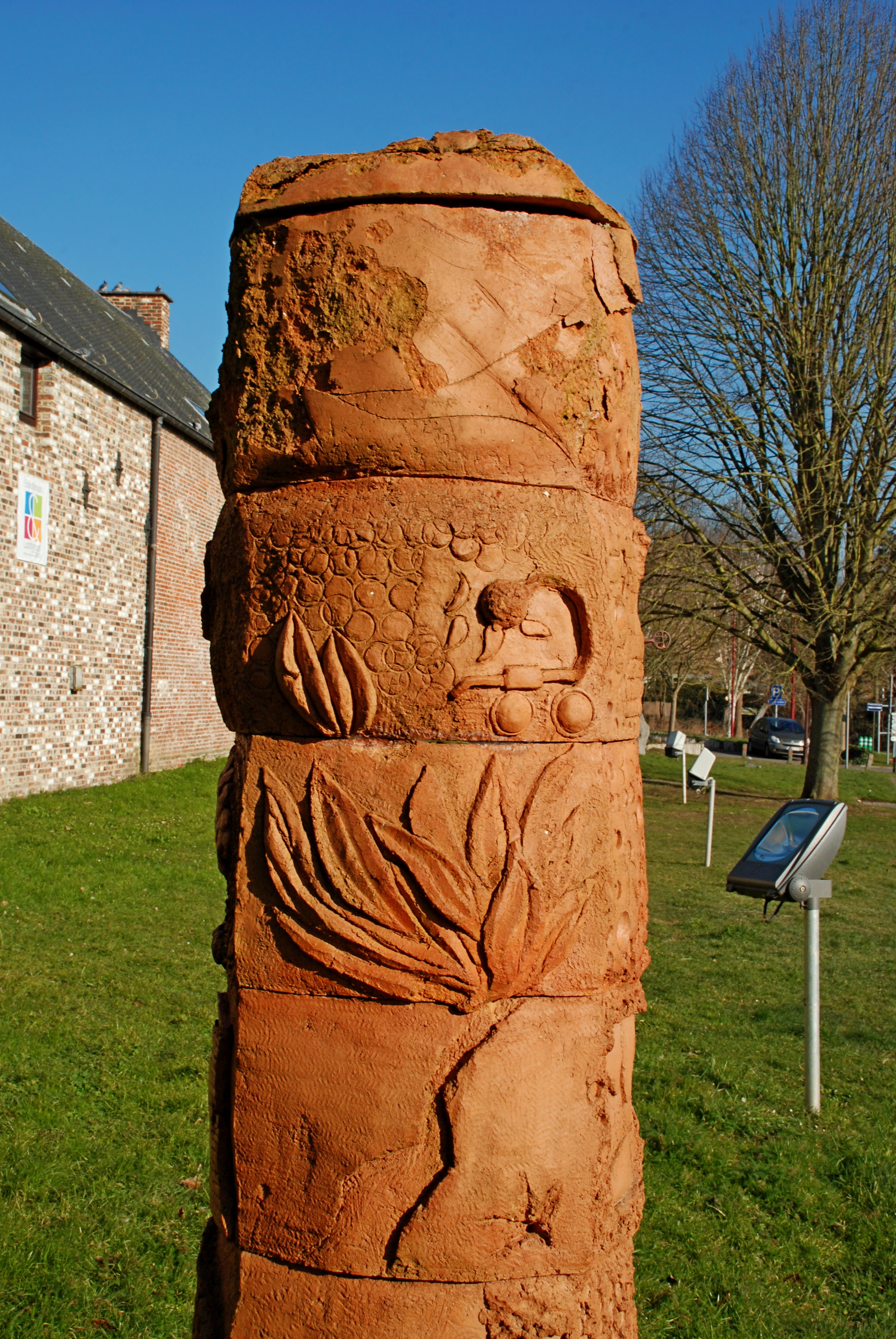

## Animations

### Chasse aux œufs
Chaque année, en avril, a lieu à la Ferme du Douaire une grande chasse aux œufs organisée par la Ville et par les commerçants du centre commercial du Douaire et du centre d'Ottignies. Cette chasse rassemble des centaines d'enfants à la recherche de 40.000 œufs en chocolat dispersés aux abords de la ferme dans deux zones entièrement sécurisées et encadrées, réservées respectivement aux enfants de trois et quatre ans (qui peuvent être accompagnés d'un parent) et à ceux de cinq à huit ans,,.
Depuis 2015, la chasse aux œufs n'a plus lieu contre la ferme mais dans la prairie Orban située en face de celle-ci, où les enfants sont conduits en cortège.
En marge de la chasse, de nombreuses animations gratuites sont proposées aux enfants : grimage, atelier de bricolage, sculpteur de ballons, zumba, châteaux gonflables, jeux olympiques, magie, tir à l'arc, et même une escape room pour les grands frères et grandes sœurs de 9-12 ans, qui ne peuvent pas prendre part à la chasse aux œufs,,.

### « Biovitis », le salon du vin bio
Depuis 2009, la ferme accueille chaque année au mois de juin le salon du vin bio « Biovitis »,,.
L'objectif de ce salon est de faire découvrir des vins bio, des vins biodynamiques et des vins naturels, présentés par des vignerons venus de France mais également d'Italie (Sicile, Abruzzes).
Le salon est organisé par une poignée de passionnés : « Comme tout un chacun, nous étions convaincus que le vin était un produit naturel. Mais à y regarder de plus près, nous avons vite déchanté en découvrant, outre la chimie qui règle en maître dans les vignes, la liste des produits pouvant entrer dans la composition du vin sans que l'étiquetage ne nous en informe. Nous voulions donc informer, sensibiliser les consommateurs en mettant en avant la viticulture bio et le vin bio lors d'un salon entièrement dédicacé au vin bio ».

### Salon « Arts d'Hiver »
Depuis sa troisième édition en 2019, le Salon « Arts d'Hiver » d'Ottignies se tient à la Ferme du Douaire en décembre,.
Ce salon accueille, d'un côté, des expositions d'artistes (sculpteurs, peintres, tourneurs sur bois, créateurs de bijoux, couturiers…)  dans la grange de la ferme et, de l'autre, des ateliers de création sur le thème « Zéro Déchet » (création de sapins de Noël, décorations de Noël, créations textiles…) dans la cave voûtée située sous les étables,.
Il s'accompagne d'une journée portes ouvertes à la bibliothèque publique et dans les locaux du cercle d'histoire, d'archéologie et de généalogie d'Ottignies-Louvain-la-Neuve, le CHAGO installé dans l'ancien maître-logis de la ferme et dans l'ancien logis du fermier.

Salon « Arts d'Hiver » dans la grange du Douaire
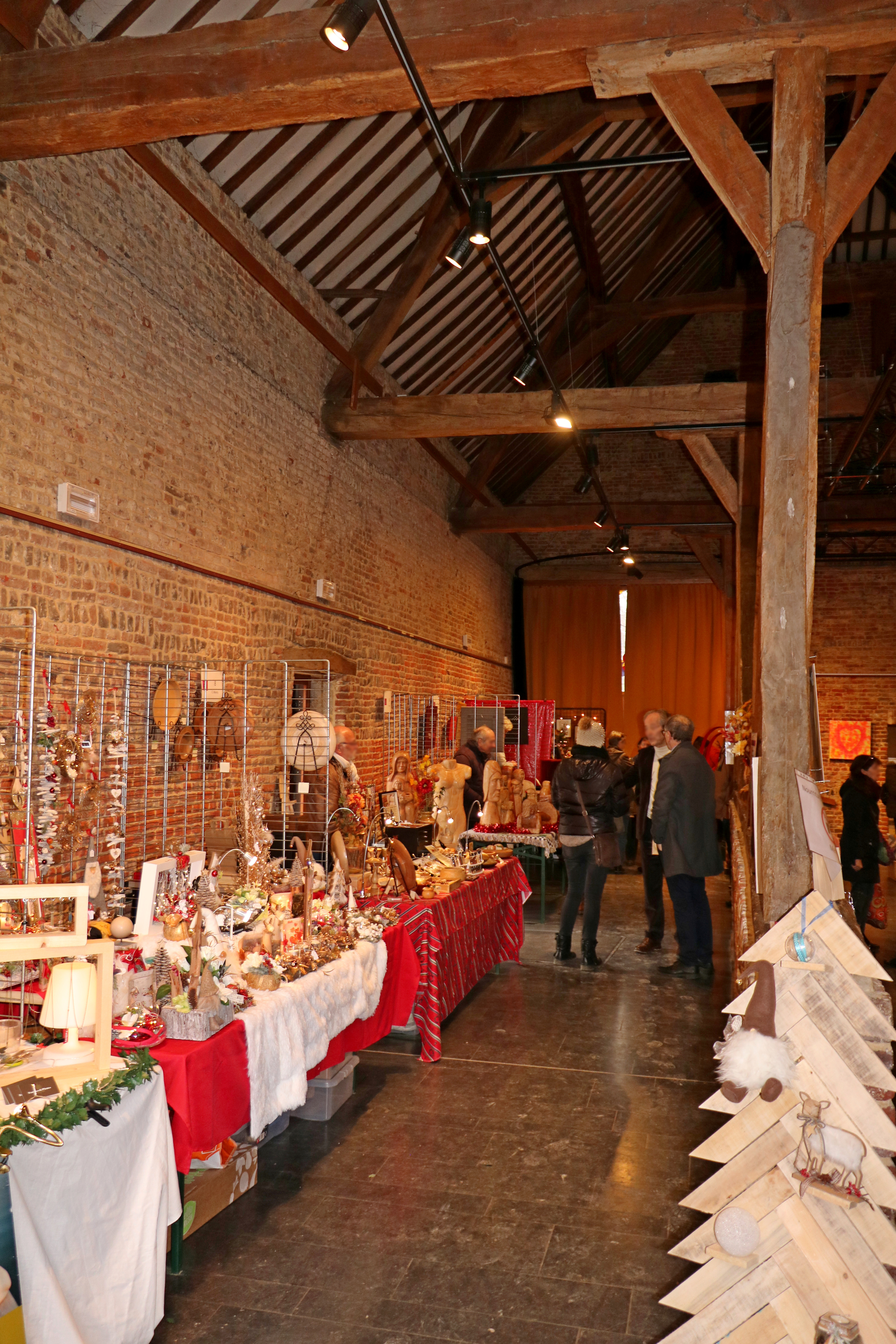
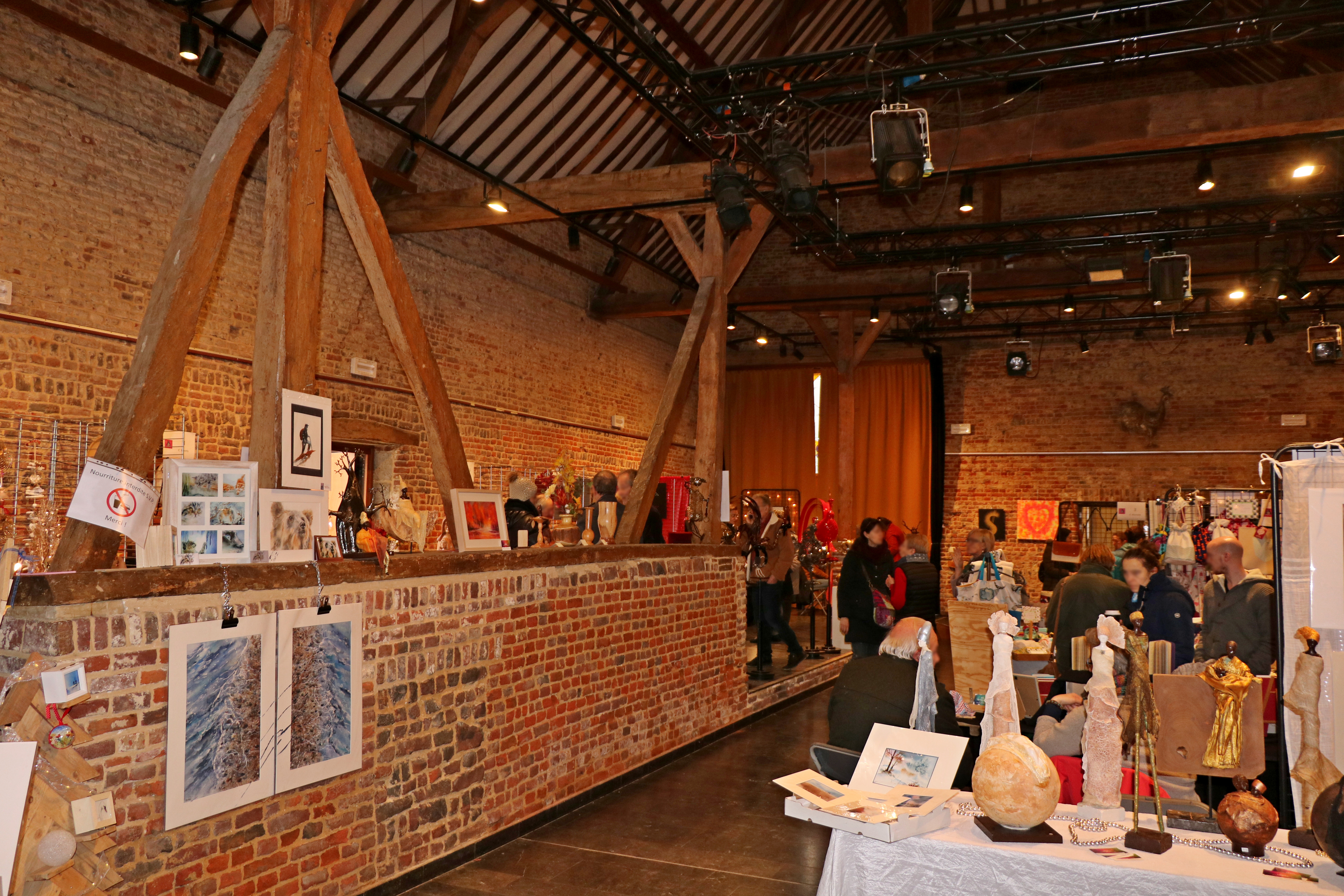
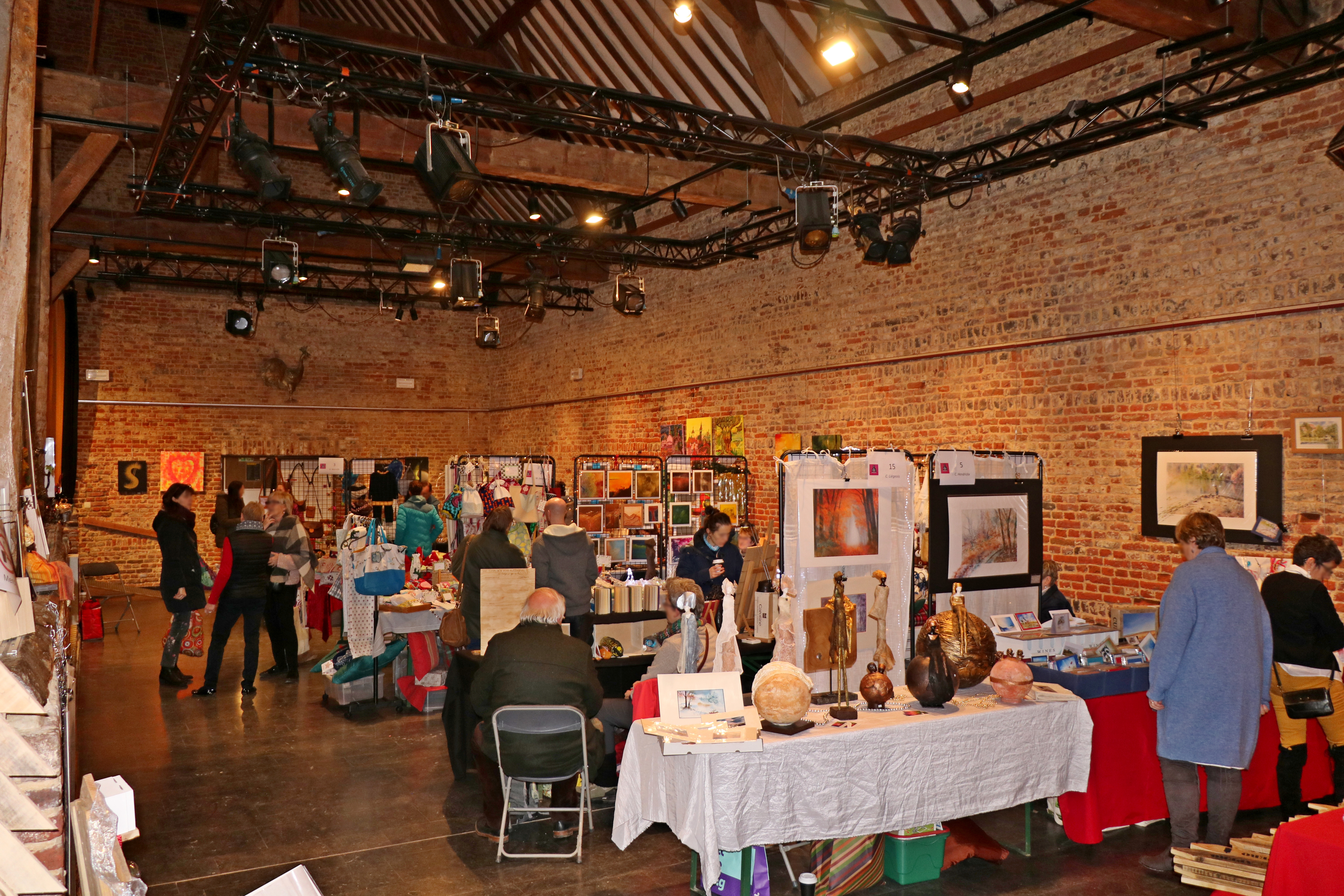